# Liste von Kunstwerken im öffentlichen Raum in Düsseldorf
Die Liste von Kunstwerken im öffentlichen Raum in Düsseldorf gibt einen Überblick über Kunst im öffentlichen Raum, unter anderem Skulpturen, Plastiken und Landmarken, in Düsseldorf, der Landeshauptstadt Nordrhein-Westfalens. Sie ist nach Stadtbezirk, Stadtteilnummer und Jahr vorsortiert. Es besteht kein Anspruch auf Vollständigkeit.

## Liste
| Bezeichnung                                                        | Ort | Koordinaten | Jahr                                | Künstler | Bemerkungen | Abbildung                                             |
| ------------------------------------------------------------------ | --- | --- | ----------------------------------- | --- | --- | ----------------------------------------------------- |
| Jan-Wellem-Reiterdenkmal                                           | Altstadt, Marktplatz | 51° 13′ 33″ N, 6° 46′ 19″ O                                                                                         | 1711                                | Gabriel de Grupello | Bronze, Ratinger Blaustein |                                                       |
| Jan-Wellem-Denkmal                                                 | Altstadt, im Rathaus | 51° 13′ 34″ N, 6° 46′ 17″ O                                                                                         | 1780                                | Josef Bäumgen | |                                                       |
| Kalvarienberg bei St. Lambertus                                    | Altstadt, St. Lambertus, Altestadt                                                                                               | 51° 13′ 42″ N, 6° 46′ 17″ O                                                                                         | nach 1887/1929                      | Anton Josef Reiss, Hermann Nolte | Um 1929 fertigte Nolte Kopien der Kalvarienbergfiguren von Anton Josef Reiss an der Kirche St. Lambertus am Düsseldorfer Stiftsplatz an. Er verwendete dazu Muschelkalk. Die damals schon recht mitgenommenen Originale von Reiss’ Hand sind mittlerweile verschollen. Von Anton Josef Reiss sind auch die Heiligenfiguren am Portal der Pfarrkirche St. Lambertus. |                                                       |
| Habakuk                                                            | Altstadt, Grabbeplatz | 51° 13′ 40″ N, 6° 46′ 33″ O                                                                                         | 1934/1971                           | Max Ernst | Die Bronzestatue Habakuk, von Hermann Isenmann bis 1971 ausgeführte Vergrößerung einer 1934 von Max Ernst geschaffenen, 52 cm hohen Gips-Statuette, steht vor der Kunsthalle Düsseldorf. Bei der Einweihung der 3,90 Meter hohen Plastik am 13. Mai 1971 war Max Ernst zugegen. Text der Begleittafel (Stand 24. Mai 2023): „Nach einem Modell von 1934 \| Stiftung Wilhelm Hack, Köln \| Dauerleihgabe des Kunstvereins für die Rheinlande und Westfalen an die Stadt Düsseldorf \| 1971“. |                                                       |
| Fischerjungen-Brunnen                                              | Altstadt, Stiftsplatz | 51° 13′ 42″ N, 6° 46′ 18″ O                                                                                         | 1938                                | Willi Hoselmann | Aachener Blaustein |                                                       |
| Radschlägerbrunnen                                                 | Altstadt, Burgplatz | 51° 13′ 37″ N, 6° 46′ 17″ O                                                                                         | 1954                                | Alfred Zschorsch | Bronze, Muschelkalk |                                                       |
| Gänsebrunnen                                                       | Altstadt, am Marktplatz an der Einmündung zur Zollstraße                                                                         | 51° 13′ 32″ N, 6° 46′ 18″ O                                                                                         | 1956–2023                           | Willy Meller | Zuletzt wurde der Gänsebrunnen für die Sanierung der Kämmerei zusammen mit dem Bergischen Löwen (auf Säule, westlich der Kämmerei) abgebaut. |                                                       |
| Bronzeportal                                                       | Altstadt, St. Lambertus | 51° 13′ 42″ N, 6° 46′ 18″ O                                                                                         | 1958–1960                           | Ewald Mataré | Westportal aus Bronze |                                                       |
| Schneider Wibbel                                                   | Altstadt, Schneider-Wibbel-Gasse                                                                                                 | 51° 13′ 32″ N, 6° 46′ 24″ O                                                                                         | 1959                                | Kurt Räder | Bronze. Inschrift auf der Tafel unterhalb der Figur: „Schneider-Wibbel / Die weltbekannte Romanfigur des Düsseldorfer Heimatdichters Hans Müller-Schlösser. / Streichle den Wibbel / - ein kleines Stück, / und Du wirst sehen / es bringt Dir Glück!“ |                                                       |
| Die Ratinger Straße von 1–19 vor der Zerstörung                    | Altstadt, Ratinger Mauer | 51° 13′ 45″ N, 6° 46′ 33″ O                                                                                         | 1964/2014                           | Anneliese Langenbach | Das Keramikrelief (29 Platten in fünf Meter Breite) von Anneliese Langenbach aus dem Jahr 1964 zeigt die historische Häuserzeile der Ratinger Straße. Es befand sich vormals im Landgericht und wurde auf Initiative der Jonges im Juni 2014 an der Fassade des Henkel-Saals angebracht. |                                                       |
| Auseinandersetzung                                                 | Altstadt, Mittelstraße | 51° 13′ 28″ N, 6° 46′ 27″ O                                                                                         | 1977/1978                           | Karl-Henning Seemann | Eine zweiteilige Bronzeskulptur auf Basaltlava-Sockel, die an eine „Auseinandersetzung“ (1975–1976) zwischen einem Gôg und einem Professor in einem Gôgen-Witz erinnert. |                                                       |
| Schuhanzieherin                                                    | Altstadt, Ecke Mühlenstraße/Liefergasse                                                                                          | 51° 13′ 39″ N, 6° 46′ 24″ O                                                                                         | 1979                                | Karl-Henning Seemann | Die „Schuhanzieherin“ von Karl-Henning Seemann stand ab 1979 auf dem Düsseldorfer Stiftsplatz, nahe dem Portal der Lambertuskirche. Die Figur gehört zu den Werken, die von der Stadt Düsseldorf auf der großen Kunstausstellung erworben wurden. Die Bronze befindet sich jetzt an der Ecke Mühlenstraße/Liefergasse. |                                                       |
| Stehende Frau                                                      | Altstadt, Burgplatz | 51° 13′ 36″ N, 6° 46′ 15″ O                                                                                         | 1984                                | Hannelore Köhler | Hannelore Köhler hatte Frau Backhaus, eine alleinerziehende Mutter von elf Kindern, in Muschelkalk gestaltet. Die „Stehende Frau“, aus Diabas (Grünstein) gefertigt, blickt in Richtung Akademie-Galerie. |                                                       |
| Nepomuk-Popieluszko-Monument                                       | Altstadt, Hofgartenrampe | 51° 13′ 53″ N, 6° 46′ 22″ O                                                                                         | 1985                                | Bert Gerresheim | Denkmal für den Brückenheiligen Johannes Nepomuk mit den Gesichtszügen von Jerzy Popiełuszko aus Bronze, Sockel aus Reuler Granit |                                                       |
| Reusch-Kubus                                                       | Altstadt, Schlossufer vor dem Haus Burgplatz 29                                                                                  | 51° 13′ 39″ N, 6° 46′ 16″ O                                                                                         | 1985                                | Erich Reusch | Der Kubus aus COR-TEN-Stahl wurde anlässlich der Neugestaltung des Burgplatzes 1985 aufgestellt. |                                                       |
| Stadterhebungsmonument                                             | Altstadt, Joseph-Wimmer-Gasse Ecke Müller-Schlösser-Gasse                                                                        | 51° 13′ 39″ N, 6° 46′ 19″ O                                                                                         | 1988                                | Bert Gerresheim | |                                                       |
| Großmutter Erde                                                    | Altstadt, Hofgartenrampe | 51° 13′ 52″ N, 6° 46′ 28″ O                                                                                         | 1988                                | Sandro Antal | Stahl verzinkt; entstand anlässlich der Ausstellung Skulptur D-88 zum 700-jährigen Stadtjubiläum. |                                                       |
| Menschen im Straßenraum                                            | Altstadt, Mühlengasse | 51° 13′ 47″ N, 6° 46′ 32″ O                                                                                         | 1988                                | Karl Bobek | Es waren drei Stahl-Figuren von Karl Bobek, die 1988 in der Mühlengasse aufgestellt wurden. 2004 wurde der „Vater“ von einem Rettungswagen umgefahren, und 2005 wurde das „Mädchen“ durch einen LKW stark beschädigt und danach entfernt. Seitdem lagern diese beide in einer Kunstgießerei. Heute steht nur noch die „Mutter“. Sie blickt, die Arme verschränkt, in Richtung Kunstakademie. |                                                       |
| Rivertime                                                          | Altstadt, Freitreppe am Burgplatz                                                                                                | 51° 13′ 38″ N, 6° 46′ 14″ O (Mittelpunkt)                                                                           | 1995/2017                           | Hermann-Josef Kuhna | 1995 gestaltete Hermann-Josef Kuhna mit seinen Studenten das Wandgemälde aus Farbtupfen an die Betonwände (340 Quadratmeter Fläche) der Freitreppe, die zur Unteren Werft hinunterführt. Im April 2017 wurde auf Anregung von und in Zusammenarbeit mit dem Künstler die Malerei durch ein ähnlich gestaltetes Keramikmosaik ersetzt. Die beiden Begleittafeln zur neuen Fassung geben an (Stand 15. Okt. 2023): „Rivertime \| 340m² Bruchkeramik \| Hermann - Josef Kuhna \| 2017“. |                                                       |
| Boot – begehbares Kunstobjekt                                      | Altstadt, Wiese an der Reuterkaserne                                                                                             | 51° 13′ 48″ N, 6° 46′ 17″ O                                                                                         | 1996/2024                           | Gerhard Moritzen | Der Holzbildhauer Gerhard Moritzen, seit 1989 Lehrkraft für Holzbildhauerei an der Kunstakademie Düsseldorf, schlug sein „Boot“ 1996 aus einem hundertjährigen Eichenstamm, das an die Rheinüberquerung durch Joseph Beuys und Anatol Herzfeld im Jahr 1973 erinnern sollte. Der Architekt Niklaus Fritschi gestaltete die Wiesenlandschaft mit einem kleinen Flusslauf, welche nicht mehr so vorhanden ist. Das begehbare Boot aus Holz war über die Jahre verwittert. 2023 wurde die Skulptur auf Initiative der Düsseldorfer Jonges abmontiert, in kleine Stücke zersägt, diese wiederum verkauft, um mit dem Erlös das Beuys-Boot in Bronze wieder aufzustellen. |                                                       |
| Das Ohr von D’dorf                                                 | Altstadt, Joseph-Beuys-Ufer (Unteres Rheinwerft)                                                                                 | 51° 13′ 52″ N, 6° 46′ 15″ O                                                                                         | 1997                                | Horst Wolfframm | Metall, gefasst. Laut den jährlichen Luftbildern der Düsseldorf Maps war das Objekt in den 2010er Jahren für ca. 7 Jahre gegenüber vorher und nachher um ca. 12 m nach Süden verschoben (und auf Fotos von 2016 zudem noch gegenüber 2024 um 90° gedreht). |                                                       |
| Dreizeiler II                                                      | Altstadt, Freitreppe am Burgplatz                                                                                                | 51° 13′ 39″ N, 6° 46′ 15″ O                                                                                         | 2000                                | Tom Fecht | Oberhalb der Treppe befinden sich eingelassene Pflastersteine mit eingravierten Namen. Es handelt sich hierbei um das Kunstprojekt „Denkraum: Namen und Steine“ des Künstlers Tom Fecht, erstmals realisiert auf der Documenta IX in Kassel, und erinnert an Menschen, die an AIDS gestorben sind. Oben an einer der Seitenmauern der Freitreppe ist eine Begleittafel angebracht (Stand 15. Okt. 2023): „DREIZEILER II \| Düsseldorf 2000 \| Diese Installation erinnert an Menschen, die an den Folgen von Aids gestorben sind. \| Sie ist Teil des Projektes ‚Denkraum: Namen und Steine‘ der Deutschen AIDS-Stiftung und des Künstlers Tom Fecht \| AIDS-Hilfe Düsseldorf e. V. \| Die Installation befindet sich auf dem Burgplatz an der Freitreppe zum Rhein“. |                                                       |
| Säulenheilige 1: „Der Geschäftsmann“                               | Altstadt, vor Fritz-Roeber-Straße 2 (Juli 2024)                                                                                  | 51° 14′ 0″ N, 6° 46′ 17″ O (2021); 51° 14′ 38″ N, 6° 46′ 21″ O (Aug. 2022); 51° 13′ 51″ N, 6° 46′ 35″ O (Juli 2024) | 2001/2022/2024                      | Christoph Pöggeler | Acrylfarbe auf Polyester. Der „Geschäftsmann“ war Teil 1 von Pöggelers Kunstprojekt Säulenheilige, bei dem er Alltagspersonen verschiedener Bevölkerungsgruppen realistisch nachbildete und diese Skulpturen jeweils auf einer Litfaßsäule platzierte und von 2001 bis 2016 im Düsseldorfer Stadtgebiet ausstellte. Seitdem hat Pöggeler den 10 Düsseldorfer Objekten noch 2 (oder 3?) Säulenheilige in Mannheim und Köln hinzugefügt. Von Beginn an stand der „Geschäftsmann“ am Josef-Beuys-Ufer im südlichen Pempelfort (ggü. dem NRW-Forum, unmittelbar südlich des Fortuna-Büdchens). Mitte 2016 wurde er witterungsbedingt saniert. In den jährlichen Luftbildern der Düsseldorf Maps 2019–21 erscheint der Standort der Säule um ca. 2,50 m nach NW verschoben. Ab dem Luftbild 2022 ist die Säule dann hier völlig verschwunden. Nach Aussagen der Düsseldorf Marketing GmbH von 2022 sei „die Litfaßsäule an der Cäcilienalle [...] im letzten Jahr durch Umbaumaßnahmen abgebaut [worden] (Wiederaufbautermin steht noch aus)“. Google-StreetView-Aufnahmen vom Aug. 2022 (aber nicht mehr auf denen vom Sept. 2023) zeigen den „Geschäftsmann“ an der Ecke Kennedydamm/Rolandstraße. Damit ist er neben „Paar II“ 5 Jahre zuvor einer von nur zwei Säulenheiligen, die im Verlauf ihrer Ausstellung den Standort gewechselt haben. Im Juli 2024 befindet er sich, auch wieder nur vorübergehend, auf der Fritz-Roeber-Straße in Sichtweite zu den Säulenheiligen „Paar II“. Eine Rückkehr an den ursprünglichen Standort steht demnach immer noch aus. |                                                       |
| Säulenheilige 3: „Das Paar I“                                      | Altstadt, Mühlenstraße/Burgplatz                                                                                                 | 51° 13′ 38″ N, 6° 46′ 20″ O                                                                                         | 2002                                | Christoph Pöggeler | Acrylfarbe auf Polyester |                                                       |
| Säulenheilige 8: „Die Fremde“                                      | Altstadt, Emilie-Schneider-Platz                                                                                                 | 51° 13′ 42″ N, 6° 46′ 16″ O                                                                                         | 2005                                | Christoph Pöggeler | Acrylfarbe auf Polyester |                                                       |
| Hoppeditz                                                          | Altstadt, Rheinort | 51° 13′ 31″ N, 6° 46′ 16″ O                                                                                         | 2008                                | Bert Gerresheim | Hinter dem Haus des Karnevals steht die Bronze-Skulptur des Hoppeditz mit über drei Meter Höhe, welche Bert Gerresheim im Auftrag des Fördervereins Düsseldorfer Karneval geschaffen hat. Zu ihren Füßen Masken berühmter Persönlichkeiten, Hüte und Helme sowie symbolische Gegenstände. |                                                       |
| Mutter Ey                                                          | Altstadt, Mutter-Ey-Platz | 51° 13′ 42″ N, 6° 46′ 30″ O                                                                                         | 2017                                | Bert Gerresheim | Denkmal für Johanna Ey |                                                       |
| Köbes-Denkmal                                                      | Altstadt, Zollstraße 7 | 51° 13′ 32″ N, 6° 46′ 15″ O                                                                                         | 2024                                | Peter Rübsam | Fast eine Tonne schwer und 2,20 Meter hoch ist das Bronzedenkmal vom Köbes mit dem Altbiertablett. Das Geschenk der Düsseldorfer Jonges steht im Freiluftbereich des Restaurants „En de Canon“. Eine Begleittafel der Düsseldorfer Jonges gibt an (Stand 1. Juni 2024): „Auf Initiative des Heimatvereins Düsseldorf Jonges e. V. wurde dieses Köbes Denkmal erstellt. Das Werk schuf der Düsseldorfer Bildhauer Peter Rübsam und wurde vom Kunstgießer Rolf Kayser vollendet. Möge das Denkmal, das an die Köbesse auf dem Jakobsweg in Düsseldorf erinnert, den Bürgerinnen und Bürgern ebenso viel Freude bereiten wie den Stiftern Hartmut Haubrich und der Heinz und Hildegard Schmöle Stiftung sowie den Düsseldorfer Jonges, die es als Zeichen ihrer tätigen Heimatliebe zu ihrer Heimatstadt auf der Zollstrasse 7 am Gasthaus En de Canon aufgestellt haben. \| Gegeben zu Düsseldorf im Jahre des Herrn am 7.März 2024 [alles sic].“ |                                                       |
| Mariensäule                                                        | Carlstadt, Maxplatz | 51° 13′ 21″ N, 6° 46′ 17″ O                                                                                         | 1872                                | Anton Josef Reiss, Gottfried Renn | Das Modell für die Skulptur schuf der Bildhauer Anton Josef Reiss; ausgeführt wurde sie von dem Bildhauer Gottfried Renn. |                                                       |
| Barocke Sonnenuhren                                                | Carlstadt, Spee’scher Park | 51° 13′ 19″ N, 6° 46′ 13″ O                                                                                         | aufgestellt um 1900                 | (unbekannt) | Zwei barocke Sonnenuhren stehen im und beim Rosengarten des Palais Spee. Sie stammen aus dem 18. Jahrhundert und wurden um 1900 im Spee’schen Park aufgestellt. |                                                       |
| Pietà                                                              | Carlstadt, Spee’sches Palais | 51° 13′ 19″ N, 6° 46′ 15″ O                                                                                         | 1923/1983                           | Bernhard Sopher | Sopher fertigte die Pietà um 1923 aus Steinguss. Sie stammt aus dem Nachlass des Künstlers und wurde 1983 in einer Wandnische des Palais Spee aufgestellt. |                                                       |
| Brunnen am Carlsplatz                                              | Carlstadt, Carlsplatz (Westseite)                                                                                                | 51° 13′ 24″ N, 6° 46′ 23″ O                                                                                         | 1958                                | Ferdinand Heseding | Steinerner Brunnen mit Darstellung der Kundschafter Josua und Kaleb, die für das Volk Israel aus dem gelobten Land zurückkamen |                                                       |
| Große Mannesmann                                                   | Carlstadt, vor dem Mannesmann-Hochhaus am Mannesmannufer                                                                         | 51° 13′ 14″ N, 6° 46′ 4″ O                                                                                          | 1960                                | Norbert Kricke | Gearbeitet aus nahtlosen Edelstahlröhren, dem „berühmten Firmenprodukt“ von Mannesmann |                                                       |
| Alte Frau im Sessel                                                | Carlstadt, Spee’scher Park | 51° 13′ 17″ N, 6° 46′ 16″ O                                                                                         | 1973/1981                           | Waldemar Otto | Eine alte Dame sitzt in einem Ohrensessel unter einem Baum in der Parkanlage des Palais Spee. Sie hat drei Hände. Bei der Bronzeplastik von Waldemar Otto handelt es sich um eine Darstellung der eigenen Mutter, die laut Künstler „mehr als zwei Hände“ gehabt habe. |                                                       |
| Mutter Ey                                                          | Carlstadt, Spee’scher Park | 51° 13′ 18″ N, 6° 46′ 15″ O                                                                                         | 1978                                | Hannelore Köhler | Hannelore Köhlers Grünsteinfigur der Johanna Ey steht im Spee’schen Park auf einem Sockel aus Basaltlava. Sie ist mit recht voluminösen, weiblichen Proportionen und einem langen Gewand dargestellt und scheint resolut und mütterlich zugleich. |                                                       |
| Trauernde                                                          | Carlstadt, Spee’scher Park | | 1980                                | Hannelore Köhler | Steinplastik im hinteren Teil des Gartens des Spee’schen Palais |                                                       |
| Heinrich-Heine-Monument                                            | Carlstadt, Schwanenmarkt | 51° 13′ 10″ N, 6° 46′ 24″ O                                                                                         | 1981                                | Bert Gerresheim | Beton, Basalt, Bronze |                                                       |
| Mannesmann I                                                       | Carlstadt, am Mannesmann-Haus | | 1982                                | Caspar Henselmann | Die Plastik „Mannesmann I“ des Künstlers Caspar Henselmann besteht aus geknicktem, gekantetem und beschnittenem Stahlblech. Sie wurde 1982 aufgestellt und stammt ursprünglich aus dem Wilhelm-Lehmbruck-Museum in Duisburg. |                                                       |
| Heimatbrunnen                                                      | Carlstadt, Maxplatz | 51° 13′ 24″ N, 6° 46′ 18″ O                                                                                         | 1982                                | Karl-Heinz Klein | „Der von Karl-Heinz Klein geschaffene Brunnen erzählt von der Geschichte und von wichtigen Persönlichkeiten der Stadt Düsseldorf. So verraten die Gravuren unter den Portraits, dass es sich bei den Köpfen um den Dichter Heinrich Heine, den Industriellen Fritz Henkel, den Universitätsprofessor und -gründer Arthur Schlossmann, den Düsseldorfer Oberbürgermeister Wilhelm Marx und die Schauspielerin und Schauspielhaus-Gründerin Louise Dumont handelt. Auf den szenischen Reliefplatten dagegen sind fünf Hauptereignisse aus der Stadtgeschichte dargestellt: Chronologisch beginnend, zeigt die erste Reliefplatte, wie Graf Adolf von Berg auf seinem Pferd sitzend den Düsseldorfern im Jahre 1288 die Stadtrechte verleiht. Im Hintergrund sind die alten Stadtmauern samt Fachwerkhäusern und Kirche zu sehen. Auf dem zweiten Relief ist der Ausbau der Stadt durch den Kurfürst Jan Wellem 1710 dargestellt. Die kurfürstliche Kutsche im Hintergrund geparkt, hat sich Jan Wellem hier vor dem Stadtschloss postiert und studiert die Baupläne. Das nächste Relief zeigt den Besuch Napoleons 1811. Mit Trommelwirbel angekündigt, reitet er vor dem Berger Tor, einem Tor der ehemaligen Stadtbefestigung, entlang. Napoleons Aufenthalt in Düsseldorf hatte einen Verschönerungsauftrag der Stadt wie zum Beispiel den Bau der Königsallee und der Heinrich-Heine-Allee zur Folge. Die folgende Reliefplatte thematisiert die Revolution von 1848. Hier ist Bürgerwehranführer Lorenz Cantador dargestellt. Das letzte Relief ist mit ‚Aus Kriegsruinen erwächst ein neues Düsseldorf‘ betitelt und zeigt einen Teil der nach den Zerstörungen des Zweiten Weltkriegs wieder neu aufgebauten Stadt. Neben den in die Luft ragenden Kränen sind hier das Drei-Scheibenhaus und das Schauspielhaus zu erkennen“ (Stefanie Ippendorf: Heimatbrunnen, d:kult). Text der Begleittafel der Düsseldorfer Jonges (Stand 24. Aug. 2023): „Heimatbrunnen an der Maxkirche \| Stiftung an die Stadt Düsseldorf zum 50-jährigen Bestehen des Vereins der Düsseldorfer Jonges 1982 \| gestaltet vom Bildhauer \| Karl-Heinz Klein“. |                                                       |
| Eiche und Basaltsäule                                              | Carlstadt, auf dem Horionplatz (westl. an Haroldstraße 4)                                                                        | 51° 13′ 10″ N, 6° 46′ 6″ O                                                                                          | 1986                                | Joseph Beuys | Erklärtafel der Düsseldorfer Jonges (Stand 17. Juni 2024): „7000 Eichen \| Stadtverwaldung statt Stadtverwaltung \|\| Im Jahr 1982 startete Prof. Joseph Beuys (* 12. Mai 1921 in Krefeld † 23. Januar 1986 in Düsseldorf) anlässlich der Documenta 7 in Kassel eines seiner bedeutendsten Kunstprojekte. 7000 Eichen sollten im Stadtgebiet gepflanzt werden. In einem Dialog zu jedem Baum tritt schützend eine Basaltsteele. Das 7000 Eichen Kunstwerk, als einmalige Raum-Zeit Skulptur, wurde 1987 zur documenta 8 in Kassel durch Wenzel Beuys, den Sohn des Künstlers, abgeschlossen. Joseph Beuys erlebte die Vollendung nicht mehr. Er verstarb 1986. Eine einzige dieser 7000 Eichen wurde am 23. November 1983 vor dem Ministerium für Wirtschaft, Mittelstand und Verkehr des Landes NRW, Haroldstr. 4, in Düsseldorf gepflanzt. \|\| düsseldorfer jonges \| 2021 \|\| Gefördert von Familie Junge, Düsseldorf [alles sic].“ |                                                       |
| Huaca                                                              | Carlstadt, Spee’scher Park | 51° 13′ 19″ N, 6° 46′ 15″ O                                                                                         | 1993                                | Luis Guerrero | Der aus Ecuador stammende Bildhauer, ehemaliger Schüler von Joseph Beuys, arbeitete zwischen 1992 und 1994 im Park des Palais Spee an diesem mystischen Stein. |                                                       |
| Ehra oder Kind mit Ball                                            | Carlstadt, Alter Hafen (vor Akademiestraße 1)                                                                                    | 51° 13′ 29″ N, 6° 46′ 15″ O                                                                                         | 1997                                | Otto Pankok | Bronze |                                                       |
| Säulenheilige 9: „Die Braut“                                       | Carlstadt, Schulstraße Ecke Citadellstraße                                                                                       | 51° 13′ 26″ N, 6° 46′ 15″ O                                                                                         | 2006                                | Christoph Pöggeler | Acrylfarbe auf Polyester |                                                       |
| Johannes-Rau-Statue                                                | Carlstadt, Johannes-Rau-Platz | 51° 13′ 9″ N, 6° 46′ 1″ O                                                                                           | 2007                                | Ann Weers-Lacey | Vor der ehemaligen Staatskanzlei, der Villa Horion in Düsseldorf, wurde im Mai 2008 als Geschenk der Familie Rau die Johannes-Rau-Bronzestatue aufgestellt, welche von der britischen Bildhauerin Ann Weers-Lacey im Auftrag von Raus Witwe gestaltet worden war. |                                                       |
| Ein seltsam klassisches Denkmal                                    | Carlstadt, Apollowiese | 51° 13′ 12″ N, 6° 45′ 58″ O                                                                                         | 2021                                | Claus Richter | Bronzene Figurengruppe, die die Hände zum Teil zu Fäusten geballt oder zum Victory-Zeichen verschränkt empor streckt. Die Gruppe steht auf einem Sockel aus Beton. Die vier Figuren symbolisieren alle Spektren sexueller Ausrichtung: eine feminine, scheinbar biologisch männliche Figur, eine eher maskuline, scheinbar biologisch männliche Figur, eine glatzköpfige scheinbar biologisch weibliche Figur und eine eher feminine scheinbar biologisch weibliche Figur. Die genau definierten Gesichter heben sich bewusst von den grob modellierten Körpern ab. Am Betonsockel des LSBTIQ*-Denkmals befindet sich eine Tafel mit folgender Inschrift (Stand 23. Aug. 2022): „ORT FÜR DIE ERINNERUNG UND AKZEPTANZ GESCHLECHTLICHER UND SEXUELLER VIELFALT \| Dieser Ort ist den Lesben, Schwulen, Bisexuellen und trans* Menschen gewidmet, die Opfer von Gewalt, Verfolgung und Diskriminierung in Düsseldorf wurden. \| Und all denen, die in Vergangenheit, Gegenwart und Zukunft für geschlechtliche und sexuelle Vielfalt einstanden und einstehen.“ |                                                       |
| Between Heaven & Earth                                             | Carlstadt, Pastor-Jääsch-Weg (links an Hafenstraße 4)                                                                            | 51° 13′ 26″ N, 6° 46′ 17″ O                                                                                         | 2023                                | Anke Eilergerhard | Corten-Stahl, Aluminium. Am 23. Juni 2023 hat das Hetjens – Deutsches Keramikmuseum die Skulptur „Between Heaven & Earth“ aufgestellt, um die Spendenaktion „Aber bitte mit Sahne!“ zur Finanzierung innengestalterischer Maßnahmen einzuleiten. „Als Sinnbild des Aufrufes wurde die neu aufgestellte Skulptur im Beisein von Miriam Koch, Beigeordnete für Kultur und Integration, Bürgermeisterin Clara Gerlach und Bürgermeister Josef Hinkel mit einer ‚Sahnehaube‘ bekrönt. \| [...] \| Mit dem Richtung Himmel ragenden Werk schafft Anke Eilergerhard aus den Materialien Stahl und Aluminiumguss eine künstlerische Hommage an die von ihr geliebte Schlagsahne. Die Skulptur besteht aus einem gotisch anmutenden Tor, auf das zur Krönung eine ‚Sahnehaube‘ gesetzt wurde.“ „Mit freundlicher Leihgabe der Künstlerin für das Hetjens – Deutsches Keramikmuseum Düsseldorf für die Spendenaktion ‚Aber bitte mit Sahne‘“ (Begleittafel, Stand 15. Okt. 2023). |                                                       |
| Schadow-Denkmal                                                    | Stadtmitte, Schadowplatz | 51° 13′ 34″ N, 6° 46′ 51″ O                                                                                         | 1869                                | August Wittig | Das Schadow-Denkmal, eine klassizistische Porträtbüste aus Bronze von August Wittig, wurde 1869 auf dem Schadowplatz aus Anlass des 50-jährigen Bestehens der Kunstakademie aufgestellt. Die Aufstellungskosten betrugen 2100 Taler. Geehrt wird Wilhelm von Schadow, von 1826 bis 1859 Direktor der Königlichen Kunstakademie zu Düsseldorf, Mitbegründer der Düsseldorfer Malerschule, die er über drei Jahrzehnte prägte. Am 3. November 1943 wurde die Büste durch Bomben beschädigt. Nach Abbau am 24. August 1963 wegen der Baumaßnahme Jan-Wellem-Platz wurde das Denkmal restauriert und im Rahmen der Umgestaltung des Schadow-Platzes zur Fußgängerzone am 17. November 1964 in Nachbarschaft des früheren Aufstellungsortes wieder aufgestellt. Seit dem 21. April 1994 steht das Schadow-Denkmal unter Denkmalschutz. Die Büste ist in 2 1⁄3 natürlicher Größe gefertigt, das Gewicht beträgt ca. 125 kg. |                                                       |
| Peter-von-Cornelius-Denkmal                                        | Stadtmitte, am Hofgarten | 51° 13′ 37″ N, 6° 46′ 44″ O                                                                                         | 1879                                | Adolf von Donndorf | Bronze |                                                       |
| Schalenbrunnen                                                     | Stadtmitte, Corneliusplatz | 51° 13′ 34″ N, 6° 46′ 44″ O                                                                                         | 1882                                | Leo Müsch | |                                                       |
| Zwei Engel                                                         | Stadtmitte, Martin-Luther-Platz                                                                                                  | 51° 13′ 29″ N, 6° 46′ 56″ O                                                                                         | 1887                                | Carl Hubert Müller | Die zwei Engel aus Sandstein wurden vom Bildhauer Carl Hubert Müller (1844–1909) im Jahr 1887 geschaffen. Sie befanden sich ursprünglich auf den Giebeln der Johanneskirche. Bei Luftangriffen im Jahr 1943 wurde die Kirche teilzerstört, die Engel blieben zunächst stehen, fielen bei einem weiteren Bombardement herunter, wobei ein Engel unwiederbringlich seinen Kopf verlor. 1952 wurden die Skulpturen in Kaiserswerth an der Treppe unterhalb der Brücke aufgestellt. Vierzig Jahre später, im Februar 1994, wurden die Skulpturen aus Kaiserswerth geholt, bei Steinmetz Jupp Müller gereinigt und imprägniert, und im November 1994 auf 1,50 Meter hohen Basaltlava-Sockeln vor der Johanneskirche, genau gegenüber der Ausfahrt der Tiefgarage der Schadow-Arkaden, aufgestellt. |                                                       |
| Kriegerdenkmal im Hofgarten                                        | Stadtmitte, im Hofgarten | 51° 13′ 39″ N, 6° 46′ 47″ O                                                                                         | 1892                                | Karl Hilgers | Laaser Marmor |                                                       |
| Kaiser-Wilhelm-Denkmal                                             | Stadtmitte, Martin-Luther-Platz                                                                                                  | 51° 13′ 27″ N, 6° 46′ 54″ O                                                                                         | 1896                                | Karl Janssen | Polierter Granit, Bronze |                                                       |
| Die Kugelspielerin                                                 | Stadtmitte, im Blumengarten, Graf-Adolf-Platz                                                                                    | 51° 13′ 9″ N, 6° 46′ 43″ O                                                                                          | 1897/1902                           | Walter Schott | An das Südende des Wassergrabens der Königsallee schließt sich bis zur Graf-Adolf-Straße eine kleine eingefriedete Gartenanlage namens Blumengarten an. In ihr steht die 1897 gegossene Bronzefigur der Kugelspielerin von Walter Schott, ein Geschenk des Stadtverordneten Gustav Herzfeld aus dem Jahre 1902, das 1935 aus ideologischen Gründen beseitigt werden sollte, weil Herzfeld ein Jude war, das jedoch auf Fürsprache des Kunstakademiedirektors Peter Grund im Blumengarten verblieb, nachdem die Aufschrift mit dem Hinweis auf den Urheber der Schenkung entfernt worden war. Aufschrift auf der am Sockel angebrachten Bronzetafel: „Prof. Walter Schott / ‚Die Kugelspielerin‘ / Geschenk von Gustav Herzfeld 1902“. |                                                       |
| Tritonengruppe                                                     | Stadtmitte, Königsallee | 51° 13′ 31″ N, 6° 46′ 44″ O                                                                                         | 1898–1902                           | Friedrich Coubillier | Euville-Kalkstein |                                                       |
| Bismarck-Denkmal                                                   | Stadtmitte, Martin-Luther-Platz                                                                                                  | 51° 13′ 27″ N, 6° 46′ 54″ O                                                                                         | 1899                                | Johannes Röttger, August Bauer | Denkmal für Otto von Bismarck |                                                       |
| Schmied mit Knabe                                                  | Stadtmitte, Martin-Luther-Platz                                                                                                  | 51° 13′ 26″ N, 6° 46′ 55″ O                                                                                         | 1901                                | Joseph Hammerschmidt | Das Düsseldorfer Moltke-Denkmal stand am südlichen Ende der heutigen Heinrich-Heine-Allee (heute Heinrich-Heine-Platz), vor dem Wilhelm-Marx-Haus und zunächst vor dem Kymly’schen Geschäftshaus, das wenige Jahre später durch das Carsch-Haus ersetzt wurde. Im Zweiten Weltkrieg wurde das Denkmal durch den Luftangriff vom November 1943 stark beschädigt, erhalten blieb jedoch die Figurengruppe Schmied mit Knabe von Hammerschmidt, die den Denkmalsockel schmückte. |                                                       |
| Mendelssohn-Denkmal                                                | Stadtmitte, am Hofgarten Heinrich-Heine-Allee                                                                                    | 51° 13′ 40″ N, 6° 46′ 38″ O                                                                                         | 1901/2012                           | Clemens Buscher | Denkmal für Felix Mendelssohn Bartholdy. In zwei Nischen der Vorderfassade des Stadttheaters wurden 1901 zwei Bronzestandbilder angebracht, die von Professor Clemens Buscher im Auftrag des Kunstvereins für Rheinland und Westfalen modelliert wurden. Die eine Figur stellt Carl Leberecht Immermann dar, welcher von 1834 bis 1837 Leiter des Hauses am Marktplatz war; die andere stellt Felix Mendelssohn Bartholdy dar. Das Bildnis des Komponisten wurde nach 1936 wegen dessen jüdischer Herkunft entfernt und 1940 eingeschmolzen. Eine Rekonstruktion des Mendelssohn-Denkmals wurde 2012 an der Südseite des Hofgartens neben der Deutschen Oper am Rhein wiedererrichtet. |                                                       |
| Märchenbrunnen                                                     | Stadtmitte, Hofgarten | 51° 13′ 42″ N, 6° 46′ 44″ O                                                                                         | 1905                                | Max Blondat | Bronze, Muschelkalk. Wegen häufiger Beschädigungen wurde das Original abgebaut (aufbewahrt im Stadtmuseum Düsseldorf) und durch eine Replik ersetzt. |                                                       |
| Neckereibrunnen                                                    | Stadtmitte, Königsallee Ecke Bastionstraße                                                                                       | 51° 13′ 17″ N, 6° 46′ 42″ O                                                                                         | 1909                                | Gregor von Bochmann d. J. | Bronze, Sandstein |                                                       |
| Handelsrelief                                                      | Stadtmitte, Wilhelm-Marx-Haus | 51° 13′ 17″ N, 6° 46′ 42″ O                                                                                         | 1924/1925                           | Carl Moritz Schreiner | Carl Moritz Schreiner schuf das ca. vier mal fünf Meter große Handelsrelief aus rotem Sandstein für den Haupteingang des Wilhelm-Marx-Hauses. |                                                       |
| Schadow-Gedenkstein                                                | Stadtmitte, vor Schadowstraße 56/60                                                                                              | 51° 13′ 38″ N, 6° 47′ 6″ O                                                                                          | ca. 1930 / 2021                     | Wilhelm Martini | Gedenktafel für Wilhelm von Schadow, den Gründer der Düsseldorfer Malerschule und ehemaligen Direktor der Kunstakademie. Muschelkalkstein/Granit (Tafel), Cortenstahl (Stele). Lange Jahre lag die Gedenktafel Ecke Schadowstraße/Liesegangstraße gegenüber Karstadt auf dem Bürgersteig. Mit der Neugestaltung der Schadowstraße Mitte 2021 wurde sie „an einer Stele aus Cortenstahl angebracht und ganz in der Nähe von Schadows Wohnhaus aufgestellt. Der Künstler wohnte bis 1848 im Haus Nr. 56. Damals hieß die Straße noch Flinger Steinweg.“ |                                                       |
| Konsolenköpfe am Walzstahlhaus                                     | Stadtmitte, Kasernenstraße 36 | 51° 13′ 13″ N, 6° 46′ 32″ O                                                                                         | 1938–1940                           | Erich Kuhn | Konsolenköpfe des Bildhauers Erich Kuhn (1890–1967) am Walzstahlhaus. Die Köpfe kennzeichnen jeweils den Beginn einer neuen Etage. Wen diese „Charakterköpfe“ darstellen sollen, ist unbekannt. |                                                       |
| Robert-Schumann-Denkmal                                            | Stadtmitte, im Hofgarten am Opernhaus                                                                                            | 51° 13′ 40″ N, 6° 46′ 44″ O                                                                                         | 1956                                | Karl Hartung | Antlitz des Komponisten aus Bronze, daneben Lorbeer |                                                       |
| Muschelkalk-Relief                                                 | Stadtmitte, am Gebäude des Opernhauses                                                                                           | 51° 13′ 39″ N, 6° 46′ 38″ O                                                                                         | 1956                                | Ferdinand Heseding | Über den Fenstern der südlichen und nördlichen Fassade des Opernhauses sind die beiden rechteckigen Muschelkalk-Reliefs von Ferdinand Heseding angebracht. |                                                       |
| Bergischer Löwe                                                    | Stadtmitte, Königsallee | 51° 13′ 12″ N, 6° 46′ 43″ O                                                                                         | 1963                                | Philipp Harth | |                                                       |
| Kugelbrunnen                                                       | Stadtmitte, Martin-Luther-Platz                                                                                                  | 51° 13′ 30″ N, 6° 46′ 58″ O                                                                                         | 1964                                | Friederich Werthmann | Der Kugelbrunnen von Friederich Werthmann, datiert 7. Juli 1964, stand vormals an der Berliner Allee, nun seit 2018 auf dem Martin-Luther-Platz vor dem Pavillon des Architekten Juan Pablo Molestina seitlich der Johanneskirche. Die Kugel aus zusammengeschweißten Edelstahlelementen verfügt über einen Durchmesser von 2 Metern. Die kreisrunde, im Querschnitt parabelförmige Anlage hat einen Durchmesser von 6,65 Metern einschließlich umlaufender Rinne. Dem Fußpunkt der Kugel entspringt ein Wasserstrahl, der das Licht auf der Metalloberfläche in vielfacher Weise brechen soll. |                                                       |
| Quadrato + Cerchio = Volume                                        | Stadtmitte, Berliner Allee 14 | 51° 13′ 26″ N, 6° 46′ 59″ O                                                                                         | 1967/2009                           | Getulio Alviani | Edelstahl |                                                       |
| Liegende Figur in zwei Teilen                                      | Stadtmitte, im Hofgarten | 51° 13′ 39″ N, 6° 46′ 45″ O                                                                                         | 1969                                | Henry Moore | Das Objekt ist laut dem Namensstein am Wegesrand eine „Leihgabe der Stadt-Sparkasse Düsseldorf“ (Stand 24. Mai 2023). |                                                       |
| Monumento                                                          | Stadtmitte, Hofgartenstraße | 51° 13′ 42″ N, 6° 46′ 54″ O                                                                                         | 1971                                | Eduardo Chillida | Die Plastik aus Cortenstahl auf Betonfundament, knapp vier Meter hoch, steht in der Grünanlage auf der Westseite des Dreischeibenhauses und ist eine Schenkung der Firma Thyssen an die Stadt Düsseldorf. |                                                       |
| Raumsäule                                                          | Stadtmitte, Ernst-Schneider-Platz                                                                                                | 51° 13′ 30″ N, 6° 47′ 0″ O                                                                                          | 1971                                | Erich Hauser | Nirosta-Stahl auf Stahlbetonhohlkasten; Stiftung der Industrie- und Handelskammer Düsseldorf |                                                       |
| Gründgens-Denkmal                                                  | Stadtmitte, im Hofgarten | 51° 13′ 44″ N, 6° 46′ 58″ O                                                                                         | 1984                                | Peter Rübsam | Denkmal für Gustaf Gründgens in der Rolle als Mephisto aus Carrara-Marmor |                                                       |
| Der Mahner                                                         | Stadtmitte, im Hofgarten auf dem Ananasberg                                                                                      | 51° 13′ 44″ N, 6° 46′ 46″ O                                                                                         | 1985                                | Wadim Abramowitsch Sidur | Bronze |                                                       |
| Christian-Dietrich-Grabbe-Denkmal                                  | Stadtmitte, im Hofgarten am Opernhaus                                                                                            | 51° 13′ 40″ N, 6° 46′ 39″ O                                                                                         | 1986                                | Walter Scheufen, Kurt Räder, Bernd Bodechtel | Der Entwurf für die Büste Grabbes stammt von Walter Scheufen (1881–1917), er befindet sich im Stadtmuseum. Der im Jahr 1917 gefallene Künstler konnte sein Werk nicht mehr selbst ausführen. Die vom Heimatverein „Alde Düsseldorfer“ anlässlich des 150. Todestages von Christian Dietrich Grabbe gestiftete Büste wurde von Kurt Räder (1930–2018) ausgeführt, die Steinmetzarbeiten des aus mehreren Pfeilern abgestuften Sockels aus schwedischem Granit von Bernd Bodechtel (* 1939). Die Büste wurde in der Nähe des Opernhauses aufgestellt, von wo aus eine gute Sichtverbindung zum Grabbeplatz besteht. |                                                       |
| Musikbrunnen                                                       | Stadtmitte, Stadtbrückchen | 51° 13′ 29″ N, 6° 46′ 35″ O                                                                                         | 1986                                | Joachim Schmettau | |                                                       |
| Dreisegelbrunnen                                                   | Stadtmitte, Platz der Deutschen Einheit                                                                                          | 51° 13′ 24″ N, 6° 47′ 0″ O                                                                                          | 1986/1988                           | Heinz Mack | Granit, Edelstahl |                                                       |
| Acht Wandgemälde                                                   | Stadtmitte/Altstadt, im U-Bahnhof Heinrich-Heine-Allee                                                                           | 51° 13′ 34″ N, 6° 46′ 37″ O (Mittelpunkt)                                                                           | 1988                                | Fernand Roda, Adolphe Lechtenberg, Tina Juretzek (Abbildung), Holger Bunk, Herbert Bardenheuer, Bertram Jesdinsky, Julia Lohmann und Martina Kissenbeck | Das Kunstprojekt der Stadt Düsseldorf für den U-Bahnhof Heinrich-Heine-Allee wurde 1988 realisiert. Acht Maler bekamen den Auftrag, jeweils ein großes Bild mit dem Format 400 cm × 300 cm für die Gleise 3 und 4 der damals einzigen Stammstrecken 1 und 2 herzustellen. Sie sollten in ihren Bildern auf die Umgebung des U-Bahnhofs reagieren. Die 4 Gemälde an Gleis 3 befinden sich (so wie der größte Teil des U-Bahnhofs) in Stadtmitte, die 4 Gemälde an Gleis 4 hängen unter der Altstadt. |                                                       |
| Radschlägerwürfel                                                  | Stadtmitte, Platzfläche an der Immermannstraße Ecke Klosterstraße                                                                | 51° 13′ 32″ N, 6° 47′ 3″ O                                                                                          | 1998/2019                           | Friedrich Becker | Als Stiftung der Rheinischen Post stand der Radschlägerwürfel aus Edelstahl auf dem Martin-Luther-Platz, wurde für den Abbruch des Tausendfüßlers, den Neubau des Tunnels und die Erweiterung der Tiefgarage der Schadow-Arkaden abgebaut und eingelagert. Im Mai 2019 wieder aufgestellt, steht die 4,5 Meter hohe Skulptur, bestehend aus sechs stilisierten Radschlägern, an exponierter Lage für alle sichtbar. |                                                       |
| Säulenheilige 5: „Vater und Sohn“                                  | Stadtmitte, Immermannstraße Ecke Oststraße                                                                                       | 51° 13′ 27″ N, 6° 47′ 14″ O                                                                                         | 2003                                | Christoph Pöggeler | Acrylfarbe auf Polyester |                                                       |
| Säulenheilige 6: „Der Fotograf“                                    | Stadtmitte, Konrad-Adenauer-Platz Ecke Friedrich-Ebert-Straße                                                                    | 51° 13′ 14″ N, 6° 47′ 31″ O                                                                                         | 2004                                | Christoph Pöggeler | Acrylfarbe auf Polyester |                                                       |
| Mittelamerikanische Verkehrsinseln                                 | Stadtmitte, Stresemannplatz | 51° 13′ 10″ N, 6° 47′ 16″ O                                                                                         | 2007                                | Tita Giese | Yucca, Autoreifen |                                                       |
| Bad Bank                                                           | Stadtmitte, Ackerstraße 41a | 51° 13′ 34″ N, 6° 47′ 56″ O                                                                                         | 2009                                | Klaus Klinger | Raubüberfall auf ein kleines Bankhäuschen aus der Legosteinwelt. |                                                       |
| Uecker-Nagel                                                       | Stadtmitte, am Kö-Bogen | 51° 13′ 36″ N, 6° 46′ 46″ O                                                                                         | 2013                                | Günther Uecker | Die Nagelskulptur von Günther Uecker wurde am 20. November 2013 offiziell enthüllt. Sie ist eine Stiftung des Industrie-Clubs Düsseldorf anlässlich seines 100-jährigen Bestehens. Neben dem Objekt ist eine Schrifttafel in das Pflaster eingelassen (Stand 22. Aug. 2022): „Ein Nagel mit Kopf, eingeschlagen, erinnernd an die Gründung industrieller Entwicklung, am Ort des Aufbruchs eines neuen Zeitalters, am Arbeitsplatz der größten Bevölkerungsdichte in Europa, der Vermählung von Kohle und Stahl. \| Günther Uecker \|\| [...]“. |                                                       |
| Gitti Gök                                                          | Stadtmitte, Seitenfassade Ackerstraße 3                                                                                          | 51° 13′ 29″ N, 6° 47′ 47″ O                                                                                         | 2015                                | Ulrike Möschel / İlhan Berk | Der Vers des türkischen Lyrikers İlhan Berk „Der Himmel hat seine Vögel genommen und ist gegangen“ (in der Übersetzung des deutschen Lyrikers Achim Wagner) wurde am 29. Dezember 2015 auf die Fassade des Hauses Ackerstraße 3 mit Kreide aufgebracht. Ausgedacht hatte sich das Ganze die Düsseldorfer Künstlerin Ulrike Möschel im Rahmen des Kunstprojekts Gasthof Worringer Platz und nannte ihr Werk „Gitti Gök“, das heißt „Der Himmel ging“ auf Türkisch. Ab spätestens September 2022 (Google Street View, Abruf Juni 2023; am 29. Juni 2023 vor Ort bestätigt gefunden) war der Satz durch ein gleich hohes und doppelt so breites Werbeplakat überdeckt. Seitdem dieses wieder abgenommen wurde, ist der Schriftzug erneut unverändert zu sehen (am 22. Januar 2025 beobachtet). |                                                       |
| Spiegelobjekte                                                     | Stadtmitte, Jan-Wellem-Platz | 51° 13′ 39″ N, 6° 46′ 52″ O                                                                                         | 2015                                | Daniel Libeskind | Zwei verspiegelte Objekte am Rand der Libeskind-Bauten, die etwa fünf Meter schief in die Höhe ragen. Bei den zwei kippenden Würfeln, gestaltet vom Architekten Daniel Libeskind, handelt es sich um Lüftungsschächte für die Zuluft des gesamten Gebäudes. |                                                       |
| Beulenmann                                                         | Stadtmitte, Hauptbahnhof, Konrad-Adenauer-Platz 14                                                                               | 51° 13′ 13″ N, 6° 47′ 34″ O                                                                                         | 2018                                | Paloma Varga Weisz | Auf dem Bahnhofsvordach, als Teil des Kunstprojekts „Von fremden Ländern in eigenen Städten“ von Markus Ambach im Jahr 2018, sitzt eine Figur, übersät mit Beulen und in den Himmel schauend. Der Ankauf der Stadt fand 2019 statt. |                                                       |
| Tanz zu Zweit                                                      | Stadtmitte, Ratinger Tor 2 | 51° 13′ 47″ N, 6° 46′ 38″ O                                                                                         | 2022                                | Markus Lüpertz | Im Oktober 2022 wurde die von Markus Lüpertz gestaltete und von ihm gestiftete Bronzeplastik „Tanz zu Zweit“ (La danse à deux) vor dem südlichen Torhaus des Ratinger Tors aufgestellt. Sie erinnert an des Musikerehepaar Clara und Robert Schumann, die einige Jahre in Düsseldorf gewirkt haben. |                                                       |
| missing link_                                                      | Stadtmitte, Kasernenstraße 67 | 51° 13′ 13″ N, 6° 46′ 39″ O                                                                                         | 2024                                | Mischa Kuball | Mahnmal in Form eines 1,7 Tonnen schweren, auf Plane gedruckten Glasbildes der Synagoge vor der Fassade des Auxmoney-Gebäudes in der Kasernenstraße in Düsseldorf. Zum Gedenken an die im Nationalsozialismus zerstörte, zentrale Synagoge der Stadt. Künstler Mischa Kuball und Nikolas Grosch, Anfertigung Firma Thiele in Wermsdorf. Eine Kooperation zwischen der Jüdischen Gemeinde Düsseldorf und der Mahn- und Gedenkstätte Düsseldorf. |                                                       |
| Löwenkopf                                                          | Pempelfort, Malkastenpark | | 1763                                | Johann Joseph Couven | Fragment eines der Löwen des barocken Wappens von Schloss Jägerhof, aufgestellt auf einem Sockel im Park des Künstlervereins Malkasten. Der Kopf war durch den Bombenangriff von 1943 vom Hals getrennt worden. Willi Hoselmann schuf beim Wiederaufbau des Schlosses im Jahr 1950 das barocke Wappen aus Muschelkalk neu und sorgte dafür, dass der originäre Löwenkopf in den Garten des benachbarten Malkastens kam. |                                                       |
| Weyhe-Denkmal                                                      | Pempelfort, Hofgarten | 51° 13′ 47″ N, 6° 47′ 10″ O                                                                                         | 1850                                | Karl Hoffmann | Stellt den bedeutenden Gartendirektor Maximilian Friedrich Weyhe dar. Dieser hatte Anfang des 19. Jahrhunderts unter anderem den Düsseldorfer Hofgarten zu einem englischen Landschaftsgarten umgestaltet und erweitert. |                                                       |
| Stephanienbüste                                                    | Pempelfort, Hofgarten | 51° 13′ 47″ N, 6° 47′ 4″ O                                                                                          | 1860                                | Julius Bayerle | Denkmal für Stephanie von Hohenzollern-Sigmaringen. Das Denkmal wurde im Jahre 1890 von Josef Tüshaus sowie danach noch weitere Male nach Diebstählen erneuert. |                                                       |
| Düsselnixe                                                         | Pempelfort, Malkastenpark | | 1897                                | Gustav Rutz | Düsselnixe, Brunnen aus Kalkstein |                                                       |
| Jröne Jong                                                         | Pempelfort, im Runden Weiher, Hofgarten                                                                                          | 51° 13′ 45″ N, 6° 46′ 55″ O                                                                                         | 1900                                | Joseph Hammerschmidt | Das Brunnendenkmal „Jröne Jong“ wurde im Jahre 1899 von Joseph Hammerschmidt gestaltet. Georg Oeder stiftete das Kunstwerk des Wasserspeiers, das Triton darstellt, der von einem Nilpferd überrascht wird, der Stadt Düsseldorf. Durch die ständige Algenbildung an der Figur wurde der ursprüngliche Titel „Der ungebetene Gast“ im Volksmund zum „Jröne Jong“. Heute ist die ursprünglich sieben Meter hohe Wasserfontäne auf maximal zweieinhalb Meter gestutzt, um bei Wind nicht die Passanten und Wege zu benässen. |                                                       |
| Röhrender Hirsch                                                   | Pempelfort, im Hofgarten, Kaiserstraße                                                                                           | 51° 13′ 52″ N, 6° 46′ 47″ O                                                                                         | 1909                                | Josef Pallenberg | Der „Röhrende Hirsch“ wurde 1909 hinter dem Hofgärtnerhaus aufgestellt. Im Rahmen der „Metallspende des deutschen Volkes“ abgebaut, überstand es den Zweiten Weltkrieg und wurde Ende 1945 wieder dort aufgestellt. 1956 versetzte man die Bronzeskulptur an seinen jetzigen Standort im Hofgarten westlich der Kaiserstraße. |                                                       |
| Ehrenmal für die Mitglieder und Freunde des Malkastens             | Pempelfort, Malkastenpark | | 1921                                | Carl Geiling | Das Ehrenmal zur Erinnerung an die Mitglieder und Freunde des Malkastens wurde von dem Bildhauer Carl Geiling geschaffen und am 24. Juli 1921 im Malkastenpark am Lindenrondell aufgestellt. |                                                       |
| Sitzende                                                           | Pempelfort, Malkastenpark | | 1925                                | Richard Langer | Auf Fotos im Archiv des Künstlervereins Malkasten ist die Figur der „Sitzenden“ aus Muschelkalk für das Jahr 1925 als Bestandteil des Parkgeländes belegt. Zugeschrieben ist sie Richard Langer, dem „ein feines Gespür für Materialgerechtigkeit und ein Sinn für die Wirkung von Bildwerken in ihrer Umgebung“ (Thieme-Becker) nachgesagt wurden. |                                                       |
| Mosaik Tanz                                                        | Pempelfort, im Ecktempel Südseite NRW-Forum im Ehrenhof                                                                          | 51° 13′ 58″ N, 6° 46′ 19″ O                                                                                         | 1925                                | Heinrich Nauen | Nauen fertigte weitere Mosaiken für die Tortempel des Planetariums der GeSoLei, heute Tonhalle. |                                                       |
| Die Nubierin                                                       | Pempelfort, im Rheingärtchen | 51° 14′ 7″ N, 6° 46′ 17″ O                                                                                          | 1925                                | Bernhard Sopher | Wurde 1928 in dem Gartenparterre „Rheingärtchen“ südlich der Düsseldorfer Rheinterrasse in einem ovalen Wasserbassin aufgestellt. |                                                       |
| Pallas Athene                                                      | Pempelfort, Hofgartenrampe an der Tonhalle                                                                                       | 51° 13′ 55″ N, 6° 46′ 24″ O                                                                                         | 1926                                | Johannes Knubel | Die vergoldete Bronzeskulptur der Pallas Athene wurde anlässlich der GeSoLei gefertigt. Die 2,30 Meter hohe Skulptur stand früher direkt vor der Tonhalle und wurde 1933 von den Nationalsozialisten als „entartet“ entfernt. Der Kunstgießer Gustav Schmäke, Großvater von Karl-Heinz Schmäke, konnte die Einschmelzung verhindern. Heute auf einem Sockel aus Muschelkalk stehend, blickt die Schirmherrin der Wissenschaft und der Kunst auf das Gebäude der Kunstakademie. Im Mai 2020 wurde sie abgebaut, um die Oberfläche zu restaurieren. Damals hatte es geheißen, sie werde „ihren Standort an der Hofgartenrampe neben der Tonhalle vorübergehend verlassen“. Nach Streitigkeiten von Denkmalexperten, es vergingen drei Jahre, wurde bei der Kunstgießerei Kayser die Standsicherheit der Statue wiederhergestellt. Die Statue befand sich im Juli 2024 auf dem Weg zum Restaurator zum Nachvergolden. Die Rückkehr an den angestammten Standort erfolgte Ende Januar 2025. |                                                       |
| Drei Künste                                                        | Pempelfort, Museum Kunstpalast                                                                                                   | 51° 14′ 6″ N, 6° 46′ 23″ O                                                                                          | 1926                                | Carl Moritz Schreiner | Über dem Osteingang zum Museum Kunstpalast befindet sich das von Schreiner gestaltete klassische Sopraportarelief namens „Drei Künste“ aus Travertin. |                                                       |
| Denkmal der 39er                                                   | Pempelfort, Helmut-Hentrich-Platz                                                                                                | 51° 13′ 55″ N, 6° 46′ 25″ O                                                                                         | 1927/1928                           | Jupp Rübsam | Auf dem Vorplatz östlich der Tonhalle stehen die Reste des von Jupp Rübsam entworfenen Kriegerdenkmals, ursprünglich „Ehrenmal Füs.-Regt. 39 General Ludendorff“ genannt. Der Entwurf wurde von einem Ausschuss der Angehörigen des Niederrheinischen Füsilier-Regiments Nr. 39 bei einem Wettbewerb (Entwurfsname: „Innere Festigung“) gekürt. Von Anfang an war das Werk umstritten, erzeugte es mit zwei liegenden, den Feind erwartenden Soldaten trotz seiner Monumentalität nicht das Pathos, das damals für derartige Ehrenmale üblich war. Die Auseinandersetzung ging soweit, dass General Ludendorff, die treibende Kraft der gegen das Denkmal gerichteten Kampagne, forderte, seinen Namen davon entfernen zu lassen. Der nationalsozialistische Völkische Beobachter bezeichnete die tatsächlich sphinxartige Darstellung sogar als „zwei menschliche Ungetüme auf dem Bauch, wie Sphinxe, plump, roh, tierisch mit Händen, die überlebensgroße Flossen oder Pfoten sind“. Bereits im März 1933, dem ersten Jahr der Machtübernahme, entfernten die Nationalsozialisten die für sie unerwünschte Skulptur. Die Reste des im Zweiten Weltkrieg stark beschädigten Denkmals von Rübsam, der selbst ein „39er“ war, wurden nach Fertigstellung der Tonhalle auf einem gemauerten Sockel in der Nähe des ursprünglichen Platzes aufgestellt. |                                                       |
| Louise-Dumont-Denkmal                                              | Pempelfort, Hofgarten | | 1927/1988                           | Ernesto de Fiori | Die 1862 geborene Dumont war Schauspielerin, Regisseurin und Intendantin des Schauspielhauses Düsseldorf. Ihr Denkmal ist ein wesentlicher Bestandteil des theaterhistorischen Skulpturenparks zwischen Opernhaus, Theatermuseum und Schauspielhaus in der Stadt. Die 40 Zentimeter hohe Bronzebüste wurde vom deutsch-italienischen Bildhauer Ernesto de Fiori im Jahr 1927 geschaffen, fünf Jahre vor dem Tod von Dumont. 1988 mit dem Einzug des Theatermuseums in das Hofgärtnerhaus wurde die Büste auf ihrem Sockel auf der Wiese am Museum aufgestellt. Die Sockel-Inschrift lautet: „LOUISE DUMONT. WARUM SUCHT ICH DEN WEG SO SEHNSUCHTSVOLL, WENN ICH IHN NICHT DEN BRÜDERN ZEIGEN SOLL.“ Nachdem unbekannte Täter die Bronzebüste 2012 von ihrem Sockel im Hofgarten gestohlen hatten, wurde sie aus einem noch vorhandenen Abguss im Theatermuseum der Stadt neu hergestellt. |                                                       |
| Ulanendenkmal                                                      | Pempelfort, Joseph-Beuys-Ufer | 51° 14′ 2″ N, 6° 46′ 17″ O                                                                                          | 1929                                | Richard Langer | |                                                       |
| Hochwasserschlange                                                 | Pempelfort, auf der Rampe der Uferschutzmauer                                                                                    | 51° 14′ 16″ N, 6° 46′ 12″ O                                                                                         | 1929                                | Richard Langer | Stahlplastik aus gebogenen Mannesmannrohren, gesamte Länge 25 Meter |                                                       |
| Jacobi-Büste                                                       | Pempelfort, Malkastenpark | 51° 13′ 48″ N, 6° 47′ 17″ O                                                                                         | 1943                                | Emil Jungblut | Denkmal für Friedrich Heinrich Jacobi aus Marmor, Stele aus Muschelkalk |                                                       |
| Portal des NRW-Finanzministeriums                                  | Pempelfort, Jägerhofstraße 6 | 51° 13′ 49″ N, 6° 46′ 55″ O                                                                                         | 1951                                | Ewald Mataré | Gesamtschöpfung des Portals des Ministeriums der Finanzen des Landes Nordrhein-Westfalen von Mataré: Die rollenden Münzen in Verbindung mit dem emaillierten Landeswappen symbolisieren die Funktion des Hauses. |                                                       |
| Heine-Medaillon                                                    | Pempelfort, Hofgarten, Napoleonsberg                                                                                             | | 1952                                | Ivo Beucker | Heinrich-Heine-Gedenkstätte, gewidmet von den Bürgern der Stadt 1952, mit Heine-Medaillon am Sockel der Treppe. |                                                       |
| Harmonie                                                           | Pempelfort, Hofgarten, Napoleonsberg                                                                                             | | 1944/1953                           | Aristide Maillol | Die Bronzestatue Harmonie, das letzte Werk des Bildhauers Aristide Maillol (1940/44), wurde 1953 vom Kunstverein zu Ehren Heinrich Heines gestiftet. |                                                       |
| Kolping-Denkmal                                                    | Pempelfort, Kolpingplatz | | 1954                                | Hermann Isenmann | Adolph Kolping, Apostel der Familie. Die Figurengruppe aus Römischem Travertin steht an der Seite zur Mauerstraße. |                                                       |
| Beschwingte Mädchen                                                | Pempelfort, Pempelforter Straße 40                                                                                               | | 1959/1983                           | Maria von Ohlen | Die 1959 erschaffene Bronzeplastik wurde 1963 zur Schuleröffnung des Clara-Schumann-Gymnasiums gestiftet und dort aufgestellt. Nach Schließung der Schule 1989 wurde die Plastik dem Humboldt-Gymnasium von der Stadt Düsseldorf übergeben. |                                                       |
| Die Knöchelspielerin                                               | Pempelfort, im Rheingärtchen | 51° 14′ 5″ N, 6° 46′ 16″ O                                                                                          | 1961                                | Hermann Isenmann | 1961 hat eine Fassung der Skulptur „Knöchelspielerin“ des Bildhauers Bernhard Sopher einen Platz im Rheingärtchen gefunden. Sie ist die in Sandstein ausgeführte Kopie des Bronzeoriginals von 1926, das sich in der Sammlung des Folkwang-Museums Essen befindet. |                                                       |
| Windsegel                                                          | Pempelfort, Victoriaplatz | 51° 14′ 10″ N, 6° 46′ 24″ O                                                                                         | 1967/1978                           | Will Brüll | Edelstahl-Großplastik aus der Werkgruppe der Raumwirbel von 1967 in der Brunnenanlage des Gebäudes der Ergo-Versicherung. Die Plastik war ein Geschenk der Münchner Rück zum 125-jährigen Jubiläum der Victoria-Versicherung am 26. September 1978. |                                                       |
| Grasendes Fohlen                                                   | Pempelfort, an der Seufzerallee im Hofgarten                                                                                     | 51° 13′ 45″ N, 6° 47′ 9″ O                                                                                          | 1969                                | Renée Sintenis | Bronzeskulptur auf Granit-Sockel |                                                       |
| Große Fließende                                                    | Pempelfort, Victoriaplatz | 51° 14′ 10″ N, 6° 46′ 21″ O                                                                                         | 1969                                | Norbert Kricke | Edelstahl, aus der Sammlung Moderne Kunst des Museums Kunstpalast |                                                       |
| Sphinx                                                             | Pempelfort, neben dem Eingangsportal des Künstler-Atelierhaus Sittarder Straße                                                   | | 1970/1973                           | Hannelore Köhler | Muschelkalk |                                                       |
| MultiCubus (ehemals Goldener-Dotz-Brunnen)                         | Pempelfort, neben Gartenstraße 2 (vor dem Dreicubenhaus, Kaiserstraße 48–50)                                                     | 51° 13′ 52″ N, 6° 46′ 51″ O                                                                                         | 1971/2019                           | Blasius Spreng | Die Düsseldorfer Brunnenanlage aus dem Jahr 1971 wurde von Spreng aus einem zentralen Kubus mit mehrteiligen Quaderelementen unterschiedlicher Größen aus Bronze entwickelt. Auf diesem stand von Wasser umsprudelt eine goldene Messingkugel. Der Goldener-Dotz-Brunnen wurde durch Bautätigkeiten vor Ort so verändert, dass nur noch ein „MultiCubus“ (so auf einem Schild beschrieben) auf dem Platz an versetzter Stelle verbleibt. |                                                       |
| Spielende Kinder                                                   | Pempelfort, Rochusstraße | | 1972                                | Karl-Heinz Klein | Figurengruppe aus Bronze |                                                       |
| Kubus                                                              | Pempelfort, vor der Rheinterrasse                                                                                                | 51° 14′ 11″ N, 6° 46′ 16″ O                                                                                         | 1974                                | František Kyncl | Skulptur aus geschwärztem Edelstahl von František Kyncl (1934–2011) |                                                       |
| Ohne Titel (Es gibt nichts mehr, wohin es sich zurückziehen lässt) | Pempelfort, Ehrenhof, Ecke Inselstraße                                                                                           | | 1988                                | Ernst Hesse | Die Skulptur aus Cortenstahl, platziert unter einer großen Kastanie, wurde anlässlich der Ausstellung „Skulptur D-88“ zum 700-jährigen Stadtjubiläum geschaffen und 1992 von der Stadt erworben. Die Inschrift „Es gibt nichts mehr, wohin es sich zurückziehen lässt“, ein Zitat von Michail Gorbatschow, thematisiert, dass man sich den sozialen wie politischen Veränderungen stellen muss. Die Skulptur in geometrischer Form verweist einerseits auf die damalige politische Zweiteilung in Ost und West und nimmt andererseits Bezug auf die Architektur des Ehrenhofs. |                                                       |
| Häuser der Tiere                                                   | Pempelfort, Hofgartenrampe am Helmut-Hentrich-Platz, Nähe Tonhalle                                                               | 51° 13′ 55″ N, 6° 46′ 29″ O                                                                                         | 1988                                | Wolfgang Kliege | Drei Objekte; Stahl, Holz |                                                       |
| Nachklang                                                          | Pempelfort, Helmut-Hentrich-Platz                                                                                                | 51° 13′ 56″ N, 6° 46′ 25″ O                                                                                         | 1989                                | Sohei Hashimoto | Im Brunnen vor der Tonhalle befindet sich die Skulptur eines kopfüber liegenden Konzertfügels, gearbeitet aus Stein und Holz von Sohei Hashimoto (* 1943). Es stammt aus der 1988er Ausstellung „Skulptur D-88“ und ist ein Geschenk an die Stadt. |                                                       |
| Große Schleife                                                     | Pempelfort, Rochusstraße | 51° 14′ 0″ N, 6° 47′ 13″ O                                                                                          | 1992                                | Franz Werner Müller-Steinfurth | Stahl, Granit |                                                       |
| Fokus                                                              | Pempelfort, Am Wehrhahn Ecke Wielandstraße                                                                                       | 51° 13′ 45″ N, 6° 47′ 34″ O                                                                                         | 1993                                | Angelika Freitag | Die Bronzeplastik erinnert an eine alte Pferdetränke, die sich einmal an dieser Ecke befunden hat. |                                                       |
| Maria mit Kind                                                     | Pempelfort, Rochusstraße 2 (Marien-Hospital)                                                                                     | 51° 14′ 8″ N, 6° 47′ 6″ O                                                                                           | 1999                                | Nina Koch | Die Holzskulptur „Maria mit Kind“ von Nina Koch steht auf dem Gelände des Marien-Hospitals auf einer Mauer rechter Hand nahe dem Eingang. Hinter ihr ist eine frei stehende, begrünte Holzwand in der Art eines Paravents aufgebaut und bildet so eine Nische, in die die Skulptur eingebettet ist. |                                                       |
| Lichtbänke „UVA-UVB“                                               | Pempelfort, Reiterallee im Hofgarten                                                                                             | 51° 13′ 48″ N, 6° 47′ 6″ O                                                                                          | 2002                                | Stefan Sous | Installation, im Rahmen der EUROGA 2002plus aufgestellt |                                                       |
| 20.001                                                             | Pempelfort → Altstadt, Tonhallen-Unterführung                                                                                    | 51° 13′ 54″ N, 6° 46′ 28″ O                                                                                         | 2002                                | Stefan Hoderlein | Die Dia-Installation entstand anlässlich der Ausstellung „hell-gruen“ im Rahmen der EUROGA 2002plus. Da die Tonhallen-Unterführung die beiden Stadtteile Pempelfort und Altstadt verbindet, deren Grenze in diesem Bereich in der Mitte der Hofgartenrampe verläuft, beginnt die Installation in Pempelfort (im Norden) und endet in der Altstadt (im Süden). |                                                       |
| Nashorn                                                            | Pempelfort, Museum Kunstpalast                                                                                                   | 51° 14′ 5″ N, 6° 46′ 21″ O                                                                                          | 2002/2012                           | Johannes Brus | Das Nashorn, eine 2002 von Johannes Brus geschaffene realistische Skulptur aus Bronze, die Leihgabe einer Düsseldorfer Galerie, welche 2012 vom Museum Kunstpalast erworben wurde. |                                                       |
| Vier Büsten                                                        | Pempelfort, vor dem Eingang der Tonhalle                                                                                         | | 2003                                | Franz Küsters | Die Eingangsfront der Tonhalle schmücken seit 2003 vier Bronzebüsten der mit Düsseldorf eng verbundenen Musiker Norbert Burgmüller, Robert Schumann, Clara Schumann und Felix Mendelssohn Bartholdy, geschaffen vom Bildhauer Franz Küsters (* 1938 in Krefeld). Sie sind ein Geschenk des Düsseldorfer Heimatvereins Düsseldorfer Jonges. |                                                       |
| Terrakotta-Krieger                                                 | Pempelfort, Nettelbeckstraße 3                                                                                                   | 51° 14′ 11″ N, 6° 47′ 1″ O                                                                                          | 2003                                | (Unbekannt) | Lebensgroße Kopie eines Terrakotta-Kriegers (hochrangige Offiziersfigur, General) aus dem Mausoleum Qin Shihuangdis nordöstlich von Xi’an im Vorgarten des Hauses Nettelbeckstraße 3 in Düsseldorf-Pempelfort. |                                                       |
| Laozi                                                              | Pempelfort, Malkastenpark | | 2003/2015                           | Yungang Chen | Die im Jahr 2003 entstandene Skulptur ist ein Geschenk der „China National Academy of Painting“ in Beijing. Das Bronze-Bildnis des „Laotsi“, auch Laotse oder Lao-Tse genannt, wurde am 19. Juni 2015 beim Sommerfest des Malkastens eingeweiht. |                                                       |
| Säulenheilige 7: „Der Kuss“ / „Das Paar II“                        | Pempelfort, Hofgartenrampe | 51° 13′ 55″ N, 6° 46′ 29″ O                                                                                         | 2004/2016                           | Christoph Pöggeler | Acrylfarbe auf Polyester. Die Skulptur wird je nach Quelle „Das Paar II“ oder „Der Kuss“ genannt. Das Figurenpaar wurde zuerst 2004 an der Ecke Harold-/Poststraße aufgestellt und Mitte 2016 auf die Rampe der Oberkasseler Brücke neben der Tonhalle verlegt – eines der beiden Male (neben dem „Geschäftsmann“ 5 Jahre später), dass eine Figur aus dem Säulenheiligen-Projekt den Standort gewechselt hat. |                                                       |
| Halm                                                               | Pempelfort, e.on-Platz 1a | 51° 14′ 5″ N, 6° 46′ 26″ O                                                                                          | 2005                                | Beat Zoderer | Stahl |                                                       |
| Las Meninas                                                        | Pempelfort, Hofgarten an der Jacobistraße                                                                                        | 51° 13′ 49″ N, 6° 47′ 12″ O                                                                                         | 2006                                | Manolo Valdés | |                                                       |
| Skink                                                              | Pempelfort, Berty-Albrecht-Park                                                                                                  | | 2008                                | Thomas Schönauer | Skulptur aus Edelstahl im Quartis Les Halles. Auftraggeber war der Architekt Reiner Götzen, Geschäftsführender Gesellschafter der Bauträgergesellschaft Interboden in Ratingen. |                                                       |
| Zwei mal vier                                                      | Pempelfort, vor dem Atelierhaus, Sittarder Straße 5                                                                              | 51° 14′ 15″ N, 6° 46′ 32″ O                                                                                         | 2009                                | Hagen Hilderhof | Corten-Stahl |                                                       |
| Ellipse                                                            | Pempelfort, Museum Kunstpalast                                                                                                   | 51° 14′ 4″ N, 6° 46′ 20″ O                                                                                          | 2009                                | Katharina Grosse | An ein geköpftes Ei erinnerndes Kunstwerk aus GfK |                                                       |
| Beulenmann auf Baumstamm                                           | Pempelfort, im Ehrenhof | 51° 14′ 7″ N, 6° 46′ 20″ O                                                                                          | 2023                                | Paloma Varga Weisz | Der „Bumpman on a Tree Trunk“ ist eine Kunstfigur aus Bronze, auf einem Baumstamm sitzend, von Paloma Varga Weisz. Sie wurde 2020 in der Kunstgießerei Kayser erstellt. Befand sich von 2022 bis 2023 im Malkastenpark und hat seit der Neueröffnung des Kunstpalastes ihren Platz im Ehrenhof. |                                                       |
| Mural                                                              | Pempelfort, Inselstraße 1 (Seitenwand Kaiserstraße)                                                                              | 51° 13′ 59″ N, 6° 46′ 44″ O                                                                                         | 2024                                | Alexis „Bust“ Stephens | Streetart-Künstler aus Europa gestalten riesige Wandflächen mit Motiven im Rahmen der Fußball-Europameisterschaft 2024. Die Kunstaktion von fünf Murals kuratierte Klaus Rosskothen von der Galerie „Pretty Portal“. Die Wandmalerei des Künstlers Alexis „Bust“ Stephens (* 1983) aus Frankreich zeigt einen Menschen in Bewegung – ob gedribbelt oder getanzt wird, ist für den Betrachter nicht eindeutig erkennbar. Zu sehen ist die Wandmalerei an der Fassadenseite des Eckgebäudes Inselstraße 1 zur Kaiserstraße. |                                                       |
| Mural                                                              | Pempelfort, Kaiserstraße 27 | 51° 14′ 1″ N, 6° 46′ 44″ O                                                                                          | 2024                                | Epod | Wandmalerei eines Porträts des Künstlers Epod (* 1977) aus England |                                                       |
| Engel                                                              | Derendorf, Nordfriedhof | | 1898                                | Clemens Buscher | Die Anlage des Grabmals der Familie Poensgen aus schwarzem Granit stammt aus dem Jahr 1898, entworfen von dem Architekten Carl Wilhelm Schleicher. Der Engel aus Bronze in der Mitte der Grabstätte symbolisiert den Engel des jüngsten Gerichtes und wurde von dem Düsseldorfer Bildhauer Clemens Buscher gestaltet. Vormals hatte die Engelsfigur eine Posaune mit nach unten gerichtetem Schalltrichter, welche die im Tode erlöschende Stimme symbolisiert, in ihren Händen. |                                                       |
| Bergmann mit Laterne                                               | Derendorf, Nordfriedhof | 51° 15′ 22″ N, 6° 46′ 30″ O                                                                                         | 1902                                | Enrico Butti | Die Skulptur zeigt einen halb liegenden Bergmann mit einer Hacke zu seinen Füßen, in der rechten Hand eine Laterne haltend. Diese Skulptur war ursprünglich ein Teil des Grabmals der Familie von Gahlen, später schmückte sie eines der Gräber der Industriellenfamilie Grillo. Nachdem Anfang der 1960er Jahre die Nutzungsrechte für dieses Grab abliefen und nicht mehr erneuert wurden, stellte der Architekt Wilhelm Dommel die Skulptur in dem von ihm gestalteten Freizeitpark Minidomm auf. Nach der Auflösung dieses Parks Anfang der 1990er Jahre setzte sich der Heimatverein Derendorfer Jonges für die Wiederaufstellung der Skulptur auf dem Nordfriedhof ein, woraufhin sie schließlich im Jahr 1994 ihren heutigen Standort an einer Wegkreuzung erhielt. |                                                       |
| Triumphator                                                        | Derendorf, Nordfriedhof | | 1902                                | Leo Müsch | Römischer Triumphator aus weißem Marmor im Tempeltor der Grabstätte Deutgen und Smits, 1902 vom Bildhauer Leo Müsch geschaffen. Für die Grabstätte haben Irene Maria und Otto-Heinrich Blank die Patenschaft übernommen. |                                                       |
| Grabmal Familie Henkel                                             | Derendorf, Nordfriedhof | | 1906                                | Walter Furthmann, Karl Janssen | Das offene Bauwerk, vom Architekten Walter Furthmann erbaut, erinnert an einen Tempel, der von einer Glaskuppel überdacht ist. Im Innenraum befindet sich eine Frauenfigur aus weißem Marmor, ein Spätwerk des Bildhauers Karl Janssen, dessen Tochter Gerda mit Hugo Henkel verheiratet war. |                                                       |
| Kolonialkriegerdenkmal                                             | Derendorf, Frankenplatz | 51° 14′ 58″ N, 6° 46′ 34″ O                                                                                         | 1908/1935                           | Peter Bürger | Liegende Bronzefigur eines sterbenden Soldaten auf Sandsteinsockel, der an den Ecken mit Doppelpilastern verziert ist. Auf der Schauseite eine Tafel zum Gedenken an die deutschen Kolonialkrieger. 1908 entworfen, bis 1909 auf dem Exerzierplatz der Kaserne Tannenstraße errichtet, 1935 auf den Frankenplatz transloziert. |                                                       |
| Trauernde                                                          | Derendorf, Nordfriedhof | 51° 15′ 24″ N, 6° 46′ 22″ O                                                                                         | 1912/?                              | Wilhelm Martini | Abguss der Figur Trauernde von 1912 des Bildhauers Wilhelm Martini, gefertigt von der Kunstgießerei Schmäke auf der Grabstätte Lichtenscheidt |                                                       |
| Spartakus-Denkmal                                                  | Derendorf, Nordfriedhof | 51° 15′ 23″ N, 6° 46′ 15″ O                                                                                         | 1919                                | Hubert Netzer | Gedenkstein mit Sphinx-Relief und der Inschrift „Dem Andenken der Opfer des 10. Jan. 1919 / errichtet von der Stadt Düsseldorf“ (mit Bezug auf den Spartakusaufstand). Chronik der Stadt Düsseldorf zum 10. Januar 1919: „Demonstrationszüge der demokratischen und mehrheitssozialistischen Partei. Blutige Zusammenstöße am Hauptbahnhof, in der Bismarckstraße und am Hindenburgwall (13 Tote).“ |                                                       |
| Nachtwächter                                                       | Derendorf, Johannstraße | 51° 15′ 15″ N, 6° 46′ 47″ O                                                                                         | 1923                                | (Unbekannt) | Über der Toreinfahrt an der Johannstraße zu Häusern Ulmenstraße 176–184, der 1923 von Eduard Lyonel Wehner errichteten Wohnbebauung, befindet sich eine wuchtige Bauplastik in der Figur eines knubbeligen Nachtwächters aus Steinguss von mindestens 2 Meter Höhe. |                                                       |
| Jabel le berger                                                    | Derendorf, Nordfriedhof | 51° 15′ 24″ N, 6° 46′ 13″ O                                                                                         | 1906 / Bronzeguss 1994              | Paul Landowski | „Jabel le berger“ (Jabal, der Hirte) ist ein überlebensgroßer Abguss einer Figur aus der Bronzegruppe „Les Fils de Caïn“ (Die Söhne des Kain) von Paul Landowski (Rom 1906) auf dem Grab der Familie Preis im Feld 73. Der Wanderstab des Hirten war 2019 unterhalb der Hand von Metalldieben entwendet worden und wurde 2023 wieder ersetzt. |                                                       |
| Sieben Lebensringe                                                 | Derendorf, Justus-von-Liebig-Realschule                                                                                          | 51° 14′ 49″ N, 6° 46′ 53″ O                                                                                         | 1964/1965                           | Ottmar Hollmann | |                                                       |
| Edelstahlstele                                                     | Derendorf, Roßstraße 131 | 51° 15′ 2″ N, 6° 46′ 29″ O                                                                                          | 1982                                | August Pigulla | Edelstahlstele des Glas- und Mosaikkünstlers August Pigulla (* 10. August 1923; † 9. Juli 2016 in Krefeld), aufgestellt 1982 auf dem Grundstück des Rechenzentrums NRW, Roßstraße 131 in Düsseldorf-Derendorf. |                                                       |
| Hand mit Zeichenstift                                              | Derendorf, Campus der Hochschule Düsseldorf an der Münsterstraße                                                                 | 51° 14′ 48″ N, 6° 47′ 33″ O                                                                                         | 1985/2019                           | Klaus Kammerichs | Im Juni 1986 stellte Klaus Kammerichs, Leiter der Düsseldorfer Kunstgewerbeschule, die Großplastik „Hand mit Zeichenstift“ vor dem damaligen Neubau der Fachhochschule an der Georg-Glock-Straße auf. Nach den Umzügen der Peter Behrens School of Arts in das Gebäude 6 der Hochschule in Düsseldorf-Derendorf wurde 2019 auch die Statue an den neuen Campus versetzt. |                                                       |
| Grabskulptur                                                       | Derendorf, auf dem Millionenhügel, Nordfriedhof                                                                                  | | 1996/1997                           | Heinz Mack | Granit, Marmor |                                                       |
| Kouros                                                             | Derendorf, Johannstraße 1 (der Torso) / Golzheim, Kennedydamm (unter der Hochstraße, kurz vor der Kreuzung Roßstraße) (der Kopf) | 51° 15′ 10″ N, 6° 46′ 22″ O (Torso); 51° 15′ 7″ N, 6° 46′ 18″ O (Kopf)                                              | 1998                                | Stefan Demary | Die zweigeteilte Kolossal-Figur „Kouros“ von Stefan Demary (1998) prägte die ehemalige NRW-Zentrale von Siemens. 2011 zog die in Kopf und Torso getrennte, knapp fünf Meter große Skulptur von der Völklinger Straße zum Verkehrsknotenpunkt südlich des Nordfriedhofs. Der Torso befindet sich vor dem „Horizon“-Gebäude von L’Oréal (Johannstraße 1), der Kopf einen Steinwurf (ziemlich genau 100 m) entfernt auf dem Kennedydamm unter der Hochstraße. Der replizierte antike Kouros, der seinen ursprünglich angestammten Platz räumen musste, ist ein Geschenk von Siemens an die Stadt Düsseldorf. Der Original-Torso der mehr als 2500 Jahre alten Kolossalfigur, die insgesamt und in voller Rekonstruktion 4,75 Meter hoch ist, wurde am 1. September 1980 im heiligen antiken Bezirk Heraion auf der griechischen Insel Samos gefunden. Der dazugehörige Kopf kam bei Grabungen vier Jahre später – und zig Meter weiter entfernt – ans Tageslicht. Dies inspirierte den Künstler, seine antike Nachbildung ebenfalls in zwei Teilen (Kopf + Torso) und in Sichtweite zueinander aufzustellen. Die Originalfigur befindet sich im Museum von Samos, ein Abguss von ihr steht im Antikensaal des Münchner Zentralinstituts für Kunstgeschichte. |                                                       |
| Der Bewahrer                                                       | Derendorf, Nordfriedhof | | 2008                                | Kurt Sandweg | Die letzte Arbeit Kurt Sandwegs war der „Bewahrer“ und erhielt den Platz auf dem Sockel des verkauften „Vogelflugs“ am Atelierhaus am Wittgatt in Wittlaer. Heute steht die Bronzefigur mit goldenem Reichsapfel an seinem Grab auf dem Nordfriedhof. |                                                       |
| Mutter Ey                                                          | Derendorf, Nordfriedhof | | 2023                                | Bert Gerresheim | Das Ehrengrab von Johanna Ey, bekannt als Mutter Ey, auf dem Nordfriedhof wurde im Auftrag der Jonges vom Düsseldorfer Künstler Bert Gerresheim neu gestaltet. Auf einer Stele aus Lavabasalt thront eine Bronzebüste von Mutter Ey. |                                                       |
| Accepting yourself                                                 | Derendorf, Rather Straße 25 | | 2024                                | SAM3 | Auf dem Mural sind zwei sich umarmende Menschen zu sehen, gestaltet nur in linienförmigen Umrissen, davon ein Mensch in der Form von Stacheldraht. „Accepting yourself“ ist das Werk des Spaniers SAM3. |                                                       |
| Vier Haustürreliefs                                                | Golzheim, Zietenstraße 27, 29, 31, 33                                                                                            | 51° 14′ 33″ N, 6° 46′ 38″ O                                                                                         | (Unbekannt)                         | (Unbekannt) | Traditionelle Reliefs über den Haustüren der vier nebeneinander liegenden Häuser Zietenstraße 33 bis 27. Die Abbildung zeigt exemplarisch den Hauseingang 33 (Pferd). Die drei anderen Reliefs sind ebenfalls quadratisch und im gleichen Stil gearbeitet; sie tragen folgende Motive: eine auf einem liegenden Löwen rittlings sitzende Putte (31), einen Widder (29), zwei Erwachsene (Mann und Frau?) am Esstisch (27). |                                                       |
| Dreimädelbrunnen                                                   | Golzheim, Ecke Friedrich-Lau-Straße / Kaiserswerther Straße                                                                      | 51° 15′ 6″ N, 6° 45′ 28″ O                                                                                          | 1915                                | Leon Lauffs, Hermann vom Endt | Bronze, Muschelkalk |                                                       |
| Mosaik                                                             | Golzheim, Kaiserswerther Straße 128                                                                                              | 51° 14′ 38″ N, 6° 46′ 15″ O                                                                                         | um 1925                             | Wilhelm Hartz | Das Mosaik von Wilhelm Hartz (1883–1947) befindet sich über dem Eingangsportal des Hauses Kaiserswerther Straße 128, welches vom Architekten Gotthold Nestler erbaut worden ist. Hartz war von 1907 bis 1913 Lehrer für dekorative Malerei an der Düsseldorfer Kunstgewerbeschule. Weitere Mosaike von seiner Hand befinden sich in der Seydlitzstraße 43 und auf der Schumannstraße. In allen Fällen arbeitete er mit Gotthold Nestler zusammen. |                                                       |
| Kriegerdenkmal                                                     | Golzheim | 51° 15′ 6″ N, 6° 45′ 28″ O                                                                                          | 1936                                | Richard Kuöhl | |                                                       |
| Schreitende (Große Venus)                                          | Golzheim, im Hof des Künstlerhauses, Erwin-von-Witzleben-Straße                                                                  | 51° 15′ 10″ N, 6° 45′ 23″ O                                                                                         | 1937                                | Robert Ittermann | Errichtet 1937 zur Reichsausstellung Schaffendes Volk inmitten der dortigen Künstlersiedlung im Bassin des Atelierhauses: Die Große Venus, auch „Schreitende“, ist eine 1,95 Meter hohe Aktdarstellung einer jungen Frau aus Bronze mit über Kopf erhobenen Armen. |                                                       |
| Sitzendes Kind                                                     | Golzheim, Albrecht-von-Hagen-Platz                                                                                               | 51° 15′ 13″ N, 6° 45′ 21″ O                                                                                         | 1937/1963                           | Zoltan Székessy | Bronzefigur auf Ziegelmauerwerk des ungarischen Bildhauers Zoltan Székessy. Er hatte 1937 den Auftrag erhalten, eine von zwölf Skulpturen für die Ausstellung „Schaffendes Volk“ zu gestalten. Diesen musste er jedoch an den parteitreuen Künstler Ernst Gottschalk abgeben und erhielt stattdessen den zunächst Gottschalk zugedachten Auftrag zur Errichtung einer Brunnenfigur für die nationalsozialistische Mustersiedlung Schlageterstadt (heute Golzheimer Siedlung). 1939 wurde die Figur von den Nationalsozialisten als „entartet“ eingestuft und sollte eingeschmolzen werden, was der Künstler durch einen Rückkauf 1940 verhindern konnte. Nach dem Diebstahl der Figur aus seinem Garten fertigte der Künstler, basierend auf alten Fotografien, eine Replik an, die anlässlich des 675-jährigen Jubiläums der Gründung der Stadt Düsseldorf im Dezember 1963 an ihrem alten Platz in der Golzheimer Siedlung aufgestellt wurde. |                                                       |
| Stehender Jüngling                                                 | Golzheim, Kaiserswerther Straße 137                                                                                              | 51° 14′ 45″ N, 6° 46′ 9″ O                                                                                          | 1939/1952                           | Georg Kolbe | Überlebensgroße Bronzefigur eines stehenden jungen Mannes vor dem Drahthaus |                                                       |
| Großer Raumwirbel                                                  | Golzheim, Hans-Böckler-Straße 39                                                                                                 | 51° 14′ 47″ N, 6° 46′ 25″ O                                                                                         | 1960er Jahre                        | Will Brüll | [ 21 ] |                                                       |
| Schwebender Kristall                                               | Golzheim, Georg-Glock-Straße 22                                                                                                  | 51° 15′ 6″ N, 6° 46′ 16″ O                                                                                          | 1962/2019                           | Fritz Kühn | Der Schwebende Kristall von Fritz Kühn (1910–1967), zu Beginn der 1960er Jahre erschaffen, stand ab 1962 auf der Fläche einer städtischen Realschule an der Schwannstraße. Die Skulptur wurde 2013 anlässlich des Grundstücksverkaufs demontiert und gesichert. Nach einer umfangreichen Restaurierung wurde das 11 Meter hohe Kunstwerk aus Edelstahl am Kennedydamm neben dem Bürogebäude Eclipse wieder aufgestellt. |                                                       |
| Drei rote Balken                                                   | Golzheim, Rotterdamer Straße | 51° 14′ 58″ N, 6° 45′ 40″ O                                                                                         | 1978                                | Gabriella Fekete | Kunststoff |                                                       |
| Hören, Sehen, Sprechen                                             | Golzheim, Fischerstraße 110 | 51° 14′ 32″ N, 6° 46′ 21″ O                                                                                         | 1985                                | Anatol Herzfeld | Drei große Steine mit jeweils stilisierten Einarbeitungen in Form von Mund, Nase, Augen und Ohren liegen auf der Erde und bilden eine Art Kreis. Bei jedem der Steine ist ein Teil des Gesichtes durch die bildhauerische Gestaltung besonders hervorgehoben. Sie bilden die drei wichtigsten Elemente der Kommunikation: das Hören, das Sehen, das Sprechen. Die Teile der Skulptur „Hören, Sehen, Sprechen“ (Datierung: 14. November 1985) des Bildhauers Anatol Herzfeld aus Felsgestein befinden sich auf dem Campus der Robert Schumann Hochschule Düsseldorf vor dem Partika-Saal. |                                                       |
| e.g.o. kosmos 1                                                    | Golzheim, Kaiserswerther Straße 117–119                                                                                          | 51° 14′ 39″ N, 6° 46′ 13″ O                                                                                         | 1995/1997                           | Florian Borkenhagen | Der große Holzkopf „e.g.o. kosmos 1“ wurde 1995 erstmals im Museum Mathildenhöhe in Darmstadt gezeigt. Das 1,80 Meter hohe Holzobjekt, gefertigt aus Schichtholz, hat an den Schläfen ausklappbare Griffe, mit denen man die Schädeldecke öffnen und dann aufschieben könnte. Im Innern ein Künstlerstuhl, somit man den Schädel besitzen und bei geschlossener Kammer sich dem Egokosmos hingeben könnte. Der Käufer der Holzskulptur, die DGI, stellte den Holzkopf 1997 vor dem Eingang des Bürohauses KennedyPark, Kaiserswerther Straße 117–119 in Düsseldorf-Golzheim, auf und ließ, da im öffentlichen Raum, den Kopf verschließen. |                                                       |
| Abwicklung aus dem Sechseck                                        | Golzheim, vor dem Künstlerhaus, Erwin-von-Witzleben-Straße                                                                       | 51° 15′ 12″ N, 6° 45′ 23″ O                                                                                         | 1987                                | Hermann Focke | Zinkblech |                                                       |
| Ohne Titel                                                         | Golzheim, Innenhof Bürokomplex Uerdinger Straße 88                                                                               | 51° 15′ 7″ N, 6° 46′ 3″ O                                                                                           | 1996/97                             | Michael Irmer | Die fast fünf Meter hohe Bronze-Skulptur „Ohne Titel“ von Michael Irmer (1955–1996) steht, wie unter der Dusche, in einer Glasvitrine inmitten des Brunnens aus schwarzem Granit im Innenhof des Bürokomplexes Uerdinger Straße 88–92. Sie wurde 1997 post mortem aufgestellt. Irmer hatte die Anlage über die Jahre von 1993 bis 1996 konzipiert. Laut Wolfgang H. Funken, Autor von Ars Publica Düsseldorf, hieß der Mann im Jargon der IKB-Banker, welche vor Ort ihren Sitz hatten, „im Regen stehen gelassener Kunde“. |                                                       |
| Skulptur 2000                                                      | Golzheim, Kennedydamm 55 | 51° 15′ 6″ N, 6° 46′ 20″ O                                                                                          | 2000                                | Enrique Asensi | Die von Enrique Asensi im Jahr 2000 geschaffene, 3,50 Meter hohe Skulptur aus hessischem Diabas und Corten-Stahl, wurde im Mai 2000 im Rahmen der Einweihung des neuen Aengevelt-Stammhauses enthüllt. |                                                       |
| Bewegung                                                           | Golzheim, Kennedydamm 55 | 51° 15′ 6″ N, 6° 46′ 20″ O                                                                                          | 2001                                | Ernst Hesse | „Bewegung“ steht im Skulpturengarten des Aengevelt-Hauses, ist 3,50 Meter hoch und besteht aus drei Ringelementen aus Corten-Stahl. |                                                       |
| Radschlägerskulptur „In Maschendraht“                              | Golzheim, Georg-Glock-Straße 20                                                                                                  | 51° 15′ 2″ N, 6° 46′ 12″ O                                                                                          | 2001 (Grundmodell) / ? (Ausführung) | Friedrich Becker (Grundmodell) / unbekannt (Ausführung)                                                                                                 | Im Jahr 2001 startete der Düsseldorfer Künstler Prof. Friedrich Becker das Skulpturenprojekt „Radschläger-Kunst“. Becker entwarf das Grundmodell mit einer Größe von 200 × 200 × 30 cm und stellte 90 Exemplare her; viele andere Künstler kreierten daraus ihr eigenes Design. „Heute muss man die wenigen Skulpturen, die in der Stadt noch verblieben sind, suchen, denn zum größten Teil wurden sie nach dem Ende der Aktion noch im selben Jahr von Privatleuten oder Firmen ersteigert und an andere Standorte gebracht.“ Die vorliegende Ausführung ist völlig in Maschendraht eingepackt und in grau gehalten. Das Objekt steht auf dem Parkplatz des Hilton-Hotels in Golzheim. Des Nachts wird es blau angeleuchtet. |                                                       |
| blue tree                                                          | Golzheim, Kennedydamm 55 | 51° 15′ 7″ N, 6° 46′ 20″ O                                                                                          | 2011                                | Anne-Katrin Puchner | Eine beleuchtete Skulptur aus Edelstahl mit einer Höhe von 2,35 Metern und einem Durchmesser von 1,30 Metern. Der Kubus aus gesandstrahltem Edelstahl erinnert an eine sehr reduzierte Leitplanke. Durch blaue LEDs beleuchtet sich die Skulptur indirekt selbst und macht auch nachts auf sich aufmerksam. |                                                       |
| Communications                                                     | Golzheim, Kennedydamm 55 | 51° 15′ 7″ N, 6° 46′ 21″ O                                                                                          | 2016                                | Ernst Hesse | Bei dem von Ernst Hesse geschaffenen Kunstwerk „Communications“ handelt es sich um eine 2,90 Meter hohe und rund 1,50 Meter breite Skulptur aus Corten-Stahl. Ihr Standort ist der Garten des Aengevelt-Stammhauses im Schnittpunkt von Kennedydamm und Roßstraße. |                                                       |
| Raumknoten                                                         | Flingern Süd, Fassade Düsselstrand, Kettwiger Str. 50                                                                            | 51° 13′ 28″ N, 6° 48′ 39″ O                                                                                         | 1966                                | Norbert Kricke | |                                                       |
| Wandgemälde Auge                                                   | Flingern Nord, Fassade des Gebäudes Hellweg 36                                                                                   | 51° 13′ 48″ N, 6° 49′ 26″ O                                                                                         | 1980 (wird regelmäßig erneuert)     | Klaus Klinger | Wandgemälde „Auge“ (des Innenministers Otto Schily) an der Daimlerstraße, Fassade des Eckgebäudes Hellweg 36, von Klaus Klinger, Gründungsmitglied der Wandmalgruppe Düsseldorf, der heutigen Künstlergruppe Farbfieber. |                                                       |
| Diabolo                                                            | Flingern Nord, Luise-Rainer-Straße                                                                                               | 51° 13′ 59″ N, 6° 49′ 11″ O                                                                                         | 1993                                | Johannes Dinnebier | „Inmitten eines runden Brunnens[, welcher von der Frank-Zappa-Straße umrundet wird,] steht die 18 Meter hohe Lichtsäule des Lichtplaners Johannes Dinnebier. Die einzelnen Edelstahlstäbe bilden ein ungleichmäßiges Diabolo, das sowohl von unten aus dem Brunnen als auch vom oberen Scheinwerferkranz angestrahlt wird.“ |                                                       |
| Das Tor zu Flingern                                                | Flingern Nord, Ackerstr. 59 | 51° 13′ 37″ N, 6° 48′ 2″ O                                                                                          | 2005                                | Klaus Klinger, Majo Brothers | Das Wandbild „Das Tor zu Flingern“ ist eine Collage aus Personen und Ereignissen, die einen Bezug zur Geschichte des Düsseldorfer Doppelstadtteils Flingern haben. Da die bemalte rechte Wand des Hauses Ackerstr. 59 direkt an ein Nebengleis der Bahn grenzt, hat es den Anschein, als würde die Treppe auf dem Bild bis zum Gleis hinunterreichen. |                                                       |
| Säulenheilige 10: „Die Wartende“                                   | Flingern Nord, vor Hohenzollernallee 8f                                                                                          | 51° 14′ 1″ N, 6° 49′ 28″ O                                                                                          | 2016                                | Christoph Pöggeler | Acrylfarbe auf Polyester. Nach zehn Jahren kam im April 2016 ein bislang (Stand Juni 2024) letzter Düsseldorfer Nachzügler aus Pöggelers Skulpturprojekt der Säulenheiligen zustande – wie der „Urlauber“ etwas abseits der City. Seitdem hat der Künstler drei weitere Objekte dieser Reihe außerhalb von Düsseldorf, nämlich in Mannheim und Köln, aufgestellt. Das vorliegende Objekt kursiert je nach Quelle als „Lesende“ und „Wartende“. Laut Pöggeler selbst ist es aber eine „Wartende“. |                                                       |
| Mural                                                              | Flingern Nord, Cranachstraße 52                                                                                                  | | 2024                                | Damian Bautsch | Die Wandmalerei des Künstlers Damian Bautsch aus Düsseldorf zeigt Klaus Allofs in Jubelpose bei der Fußball-EM 1980. |                                                       |
| Affe                                                               | Düsseltal, Zoopark | | 1905/1953                           | Johannes Knubel | Sandsteinskulptur eines Affen, welcher mit in die Seite gestemmter Faust auf einem gotischen Wasserspeier hockt. 1905 gefertigt, dem Löbbecke-Museum als Geschenk überlassen und 1953 im Zoopark aufgestellt. |                                                       |
| Liegender Mann                                                     | Düsseltal, Zoopark | 51° 14′ 26″ N, 6° 48′ 17″ O                                                                                         | 1964                                | Kurt-Wolf von Borries | Die Bronze-Statue „Liegender Mann“ von Kurt-Wolf von Borries ist ein Hingefallener, der wieder aufstehen will und nur schwer durch Abstützen die Balance halten kann. |                                                       |
| Movimento Ellissoidale                                             | Düsseltal, ARAG-Platz 1 | 51° 14′ 59″ N, 6° 48′ 4″ O                                                                                          | 2001                                | Roberto Cordone | Monumentale Skulptur aus Aluminiumlegierung vor dem ARAG-Tower. „Ein inneres Dreh- und Pendellager gestattet der großen Skulptur ein flexibles Manövrieren – ähnlich einem Segelschiff, das sich nautisch korrekt in den Wind stellt.“ |                                                       |
| Industriebrunnen                                                   | Friedrichstadt, Fürstenplatz | 51° 12′ 49″ N, 6° 47′ 8″ O                                                                                          | 1913                                | Friedrich Coubillier, Gotthold Nestler | Bronze, Muschelkalk |                                                       |
| Berliner Bär                                                       | Friedrichstadt, Berliner Allee                                                                                                   | 51° 13′ 4″ N, 6° 46′ 56″ O                                                                                          | 1960                                | Renée Sintenis | Die Düsseldorfer Version des „Berliner Bären“ aus Bronze auf Epprechtstein-Granit-Sockel wurde 1960 von Willy Brandt enthüllt. |                                                       |
| Raumkeile                                                          | Friedrichstadt, Königsallee/Adersstraße                                                                                          | 51° 13′ 5″ N, 6° 46′ 42″ O                                                                                          | 1978                                | Heinz Mack | Granit, 1170 cm |                                                       |
| Balance der Kräfte                                                 | Friedrichstadt, Friedrichstraße 62–80                                                                                            | 51° 12′ 50″ N, 6° 46′ 37″ O                                                                                         | 1999                                | Otto Wesendonck | Bronze und Edelstahl, Höhe 5 m | Otto Wesendonck: Balance der Kräfte, 1999, Düsseldorf |
| Adam und Eva                                                       | Unterbilk, Florapark | 51° 12′ 38″ N, 6° 46′ 20″ O                                                                                         | 1894                                | Peter Breuer | Die Marmorgruppe stand vormals auf der Großen Kunstausstellung 1904 unter den Arkaden im Innenhof, dem Gartenhof mit Säulengang, des Kunstpalasts und wurde 1941 in den Florapark an der Palmenstraße versetzt. 1942 erheblich beschädigt, 1954 von den Bildhauern Rudolf Christian Baisch und Hermann Isenmann restauriert und um fehlende Teile ergänzt. Mittlerweile ist die Figurengruppe wieder beschädigt – Eva fehlt die linke Hand. |                                                       |
| Vater Rhein und seine Töchter                                      | Unterbilk, vor dem Ständehaus | 51° 13′ 1″ N, 6° 46′ 26″ O                                                                                          | 1897                                | Karl Janssen und Josef Tüshaus | |                                                       |
| Bilker Pferdetränke                                                | Unterbilk, Bilker Pferdetränke                                                                                                   | 51° 12′ 34″ N, 6° 46′ 35″ O                                                                                         | 189x/2017                           | (Unbekannt) | Ursprünglich stand die Bilker Pferdetränke beim Bilker (Güter-)Bahnhof, dem heutigen Bahnhof Düsseldorf-Bilk. Mit dem Bau des Einkaufszentrums Düsseldorf Arcaden wurde sie abgebaut und auf dem städtischen Bauhof in Kaiserswerth gelagert. Nach einer umfangreichen Restaurierung wurde das Objekt am 16. Mai 2017 (nach Fertigstellung der Wehrhahnlinie) an neuer Stelle eingeweiht. Sie steht nun über dem U-Bahn-Tunnel kurz hinter der Einfahrt der Stadtbahnen in den Tunnel nach der Haltestelle Bilk S (auch der Platz heißt nun mit Namen „Bilker Pferdetränke“). Die Restaurierung erfolgte „[m]it freundlicher Unterstützung der \| Düsseldorf Bilk Arcaden, \| der Papierfabrik Schulte Söhne \| und der Bezirksvertretung 3“ (Tafel im Fuß der Tränke). Die Patenschaft haben die Bilker Schützen übernommen. |                                                       |
| Sandalenbinderin                                                   | Unterbilk, Ständehauspark | 51° 13′ 6″ N, 6° 46′ 30″ O                                                                                          | 1908                                | August Kraus | Die Sandalenbinderin aus Bronze schuf August Kraus im Jahr 1901. Das verschollene Original hatte der Berliner Mäzen Eduard Arnhold für seine Sammlung gekauft. Der erste Abguss ging nach Düsseldorf – der Industrielle Franz Haniel hat ihn 1908 den Städtischen Sammlungen geschenkt – und befand sich bis 1932 im Kunstmuseum. Ihr erster Standort war 1932 der Rheinpark vor dem Regierungsgebäude, von 1941 bis 1947 im Nordpark östlich der Schnellenburg und 1948 bis 1960 im Garten südlich der Rheinterrasse. An diesem Standort musste sie 1960 der Knöchelspielerin von Bernhard Sopher weichen; seit dem 27. September 1961 steht sie auf einem Sockel aus fränkischem Muschelkalk in der Nähe des Schwanenspiegels in Höhe Elisabethstraße/Graf-Adolf-Platz. |                                                       |
| Reliefs                                                            | Unterbilk, Reichsgasse | 51° 12′ 54″ N, 6° 46′ 27″ O                                                                                         | 1926                                | Jupp Rübsam | An der Außenmauer am Ausgang zur Reichsstraße, im Torbereich, im Innenhof und neben dem Eingang zu Grundstück Nr. 11 befinden sich vier Reliefs des Bildhauers Jupp Rübsam. Ursprünglich bildeten sie mit insgesamt 12 Reliefs einen umlaufenden Fries in der Kuppel (Rotunde) des Ehrenhofes, heute Ostflügel Museum Kunstpalast. Nach der GeSoLei wurden sie abgebaut, von Rübsam veräußert und Ende der 1920er Jahre in der Reichsgasse angebracht. Ein weiteres Relief aus der ehemaligen Serie befindet sich an einem Wohnhaus in der Schumannstraße in Düsseltal. |                                                       |
| Reihersäule                                                        | Unterbilk, Realschule Florastraße                                                                                                | 51° 12′ 41″ N, 6° 46′ 18″ O                                                                                         | 1964                                | Rudolf Christian Baisch | |                                                       |
| Hockende                                                           | Unterbilk, vor dem Evangelischen Krankenhaus                                                                                     | 51° 12′ 45″ N, 6° 46′ 23″ O                                                                                         | 1975                                | Hannelore Köhler | Vor dem Portal des Evangelischen Krankenhaus an der Kirchfeldstraße befindet sich die „Hockende“ von Hannelore Köhler. Die Skulptur aus Diabas zeigt eine kauernde, nackte Gestalt. Anscheinend in Angst hält sie die angewinkelten Arme eng umschlungen und schaut den Betrachter an. Die Hockende wurde 1975 von der Künstlerin geschaffen. |                                                       |
| Zim Zum II                                                         | Unterbilk, Ständehauspark | 51° 12′ 59″ N, 6° 46′ 24″ O                                                                                         | 1985                                | Barnett Newman | |                                                       |
| Two-Way Mirror Hedge, Almost Complete Circle                       | Unterbilk, Ständehauspark | 51° 12′ 58″ N, 6° 46′ 28″ O                                                                                         | 2001                                | Dan Graham | |                                                       |
| Zwischenräume                                                      | Unterbilk, Ständehauspark | 51° 12′ 59″ N, 6° 46′ 30″ O                                                                                         | 2001                                | Alf Lechner | |                                                       |
| Rauminstallation                                                   | Unterbilk, Bar im K21 | 51° 12′ 59″ N, 6° 46′ 26″ O                                                                                         | 2002                                | Jorge Pardo | Wandmalereien mit Seifenblasenmuster aus Orange- und Grüntönen und Lichtinstallation |                                                       |
| Crystal Rock                                                       | Unterbilk, Dach der NRW-Bank | 51° 13′ 2″ N, 6° 46′ 14″ O                                                                                          | 2008                                | Ayşe Erkmen | Der Kristallfelsen, gefertigt aus hochpoliertem Edelstahl mit verzerrungsfreier Oberfläche, macht mehrmals am Tag eine Reise um die Dachkante des zwölfgeschossigen Bürohauses der NRW-Bank an der Kavalleriestraße. Die Fortbewegung des auf einen Fahrwagen montierten, horizontal ausgerichteten Kunstfelsens mit 3,75 Meter Länge ist wie in der Zeitlupe verlangsamt, sodass man kaum wahrnimmt, dass er ein bewegtes Objekt ist. |                                                       |
| Karl-Arnold-Büste                                                  | Unterbilk, Johannes-Rau-Platz | 51° 13′ 9″ N, 6° 46′ 2″ O                                                                                           | 2012                                | Bert Gerresheim | Im Oktober 2012 wurde am Johannes-Rau-Platz, gegenüber dem ehemaligen Amtssitz der nordrhein-westfälischen Ministerpräsidenten (Villa Horion), eine vom Bildhauer Bert Gerresheim entworfene Bronzebüste Arnolds enthüllt. Die Sockelinschrift gibt Auskunft über seine wichtigsten politischen Ämter (Stand 26. Aug. 2022): „Karl Arnold \| 1901 – 1958 \|\| 1946 \| Oberbürgermeister von Düsseldorf \| 1947 – 1956 \| Erster gewählter Ministerpräsident von Nordrhein-Westfalen \| 1949 \| Erster Präsident des Bundesrates der Bundesrepublik Deutschland“. |                                                       |
| Must Be                                                            | Unterbilk, Palmenstr. 16 | 51° 12′ 36″ N, 6° 46′ 18″ O                                                                                         | 2012/2017                           | Tony Cragg | Die Skulptur „Must Be“ von Tony Cragg von 2012 steht seit dem Frühjahr 2017 als Dauerleihgabe des Künstlers selbst im Garten des Karl-Arnold-Hauses, in dem unter anderem die Nordrhein-Westfälische Akademie der Wissenschaften und der Künste residiert. Vorher war sie Teil von Ausstellungen im Schlosspark im belgischen Le Rœulx („Clouds“, September 2015) und im französischen Pantin („Tony Cragg: Sculptures“, 2016). |                                                       |
| Rasimin                                                            | Unterbilk, Wilhelm-Tell-Str. 30 (Seite Neusser Straße)                                                                           | 51° 12′ 55″ N, 6° 45′ 50″ O                                                                                         | 2023                                | Fin DAC | Das Wandbild des irischen Künstlers Fin DAC wurde Anfang Oktober 2023 im Auftrag der Galerie Pretty Portal erstellt. |                                                       |
| Lichtzeitpegel                                                     | Hafen, am Düsseldorfer Rheinturm                                                                                                 | 51° 13′ 4″ N, 6° 45′ 42″ O                                                                                          | 1981                                | Horst H. Baumann | Größte dezimale „Zeitskala“ der Welt |                                                       |
| Hans-Albers-Denkmal                                                | Hafen, Kaistraße, am Platz der Medien                                                                                            | 51° 15′ 10″ N, 6° 46′ 22″ O                                                                                         | 1986                                | Jörg Immendorff | Die Hans-Albers-Skulptur (Bronze, Stahl auf Betonsockel) war 1986 ursprünglich eine Schenkung an die Stadt Hamburg und stand dort neun Jahre lang auf dem Hans-Albers-Platz. Jörg Immendorff ließ nach einem Disput mit dem Hamburger Senat die Skulptur in Hamburg abbauen und nach Düsseldorf transportieren. In Hamburg steht nun eine Kopie. |                                                       |
| Energie-Pyramide                                                   | Hafen, Parlamentsufer | 51° 13′ 7″ N, 6° 45′ 40″ O                                                                                          | 1988                                | Thomas Schönauer und Berend F. van Laar | Edelstahl, Basaltlava, Diabas |                                                       |
| Wasser – Licht – Rhythmus                                          | Hafen, Landtag NRW | 51° 15′ 10″ N, 6° 46′ 22″ O                                                                                         | 1988                                | Heinz Mack | Heinz Mack entwarf den beleuchteten Brunnen, dessen Elemente Wasser, Licht, Edelstahl und Glas sind. Die kreisförmige Anlage unter dem Plenarsaal korrespondiert mit der Architektur des Landtagsgebäudes. Das Wasser fließt über fünf konzentrische gläserne Stufen. Leuchten in der Stufe tauchen den im Schatten liegenden Brunnen in schimmerndes Licht. |                                                       |
| One up, one down – excentric                                       | Hafen, Parlamentsufer | 51° 13′ 7″ N, 6° 45′ 43″ O                                                                                          | 1988                                | George Rickey | |                                                       |
| Tzaphon                                                            | Hafen, Platz des Landtags | 51° 13′ 6″ N, 6° 45′ 49″ O                                                                                          | 1990                                | Dani Karavan | |                                                       |
| Platz der Medien                                                   | Hafen, Kaistraße | 51° 15′ 10″ N, 6° 46′ 22″ O                                                                                         | 1995                                | Günther Uecker | Der als „Platz der Medien“ oder „Ueckerplatz“ bekannte möblierte Platz auf der Fläche zwischen Kaistraße und Zollhof im Düsseldorfer Hafen wurde im Auftrag der Stadt von dem Künstler Günther Uecker als multifunktionaler Platz mit Freilichtkino entworfen und mit Beton, Steinquadern und Bruchkies gestaltet. Im Jahr 2000 hat die Stadt den hellen lockeren Kies, welcher für das Kiesbett der Wasserführung des Rheinnebenarms stand, mit einer schwarzen Asphaltschicht überzogen. |                                                       |
| Säulenheilige 2: „Marlis“                                          | Hafen, Stromstraße Ecke Ernst-Gnoß-Straße                                                                                        | 51° 13′ 1″ N, 6° 45′ 38″ O                                                                                          | 2001                                | Christoph Pöggeler | Acrylfarbe auf Polyester. Der Name wird je nach Quelle „Marlis“ oder „Marlies“ geschrieben. |                                                       |
| Albert-Mooren-Brunnen                                              | Bilk, Moorenstraße | 51° 11′ 58″ N, 6° 47′ 24″ O                                                                                         | 1910                                | Joseph Hammerschmidt | Denkmal für Albert Mooren, Figurengruppe aus Bronze |                                                       |
| Heinrich Heine                                                     | Bilk, Campus der Heinrich-Heine-Universität, vor der Universitäts- und Landesbibliothek                                          | 51° 11′ 20″ N, 6° 47′ 40″ O                                                                                         | 1912/1994                           | Hugo Lederer | |                                                       |
| Arthur-Schloßmann-Brunnen                                          | Bilk, Gelände Universitätsklinikum, Moorenstraße                                                                                 | 51° 11′ 55″ N, 6° 47′ 23″ O                                                                                         | 1933                                | Ernst Gottschalk und Fritz Moselage | Der Bildhauer Ernst Gottschalk schuf den Brunnen mit den zwei Kindern und der Bildhauer Fritz Moselage (1881–1955) schuf das Bronzemedaillon mit dem Relief des Profils von Arthur Schloßmann und die Inschrift „Arthur Schloßmann / Dem Retter der Kinder“. |                                                       |
| Gedenkstein für Friedrich Ludwig Jahn                              | Bilk, Grünanlage Räuscherweg | 51° 11′ 58″ N, 6° 45′ 38″ O                                                                                         | 1963                                | Reinhard Graner / Wolfgang Kuhn | Heller Granit. Bereits 1928 wurde im südöstlichen Teil der Grünanlage Räuscherweg ein Gedenkstein für Friedrich Ludwig Jahn, besser bekannt als „Turnvater Jahn“, nach Entwürfen von Reinhard Graner aufgestellt, der jedoch im Zweiten Weltkrieg zerstört wurde. An derselben Stelle wurde 1963 nach ebendiesen Entwürfen ein neuer Gedenkstein errichtet, dessen Umsetzung nun Wolfgang Kuhn übernahm. Die ebenfalls 1928 von der Düsseldorfer Turnerschaft gepflanzte Eiche, auf die die Inschrift verweist, überstand hingegen den Krieg und steht heute noch. Oben ist das Turnerkreuz in den Stein gemeißelt. Die Inschrift darunter lautet (in Versalien): „Dem Turnvater \| Frdr.Ludwig \| Jahn \| wurde 1928 \| zum \| 150.Geburtstage \| eine Eiche zum \| Gedachtnis \| gepflanzt“. Ganz unten: „Düsseldorfer \| Turnerschaft 1887eV“ (alles sic). |                                                       |
| Balancesäule                                                       | Bilk, Virchowstraße 7 (Vorgarten eines Privathauses)                                                                             | 51° 11′ 59″ N, 6° 47′ 37″ O                                                                                         | ca. 1970                            | Will Brüll | Edelstahl |                                                       |
| Die Sinnende                                                       | Bilk, Campus der Heinrich-Heine-Universität                                                                                      | 51° 11′ 27″ N, 6° 47′ 35″ O                                                                                         | 1971                                | Marianne Kieselbach | Bronze |                                                       |
| Endiadioin                                                         | Bilk, Campus der Heinrich-Heine-Universität                                                                                      | 51° 11′ 29″ N, 6° 47′ 37″ O                                                                                         | 1972                                | Friederich Werthmann | |                                                       |
| Makrokern 178                                                      | Bilk, Auf’m Hennekamp 45 | 51° 12′ 14″ N, 6° 47′ 8″ O                                                                                          | 1978                                | Karl Ludwig Schmaltz | Edelstahl |                                                       |
| Ich in den Anderen                                                 | Bilk, Brinckmannstraße 5 | 51° 12′ 12″ N, 6° 47′ 12″ O                                                                                         | 1987                                | Luis Guerrero | Kalkstein, Hanfseil |                                                       |
| Zeitfeld                                                           | Bilk, Südpark, Nähe Eingang Auf’m Hennekamp                                                                                      | 51° 12′ 30″ N, 6° 47′ 35″ O                                                                                         | 1987                                | Klaus Rinke | |                                                       |
| Heine-Stein                                                        | Bilk, Campus der Heinrich-Heine-Universität                                                                                      | 51° 11′ 28″ N, 6° 47′ 37″ O                                                                                         | 1993                                | Michael Kienemund | Der Heine-Stein steht vor dem Gebäude 23.01 des Philosophicums der Heinrich-Heine-Universität Düsseldorf. Der Text gibt die Schlussstrophe des Schlussgedichts „Enfant Perdu“ des Lazarus-Zyklus, der Buch II „Lamentationen“ von Heines letztem, 1852 erschienenem Gedichtband „Romanzero“ abschließt, wieder. |                                                       |
| Jüngling                                                           | Bilk, Campus der Heinrich-Heine-Universität, Rektorat                                                                            | 51° 11′ 39″ N, 6° 47′ 29″ O                                                                                         | 1994/2004                           | Michael Irmer | Bronze |                                                       |
| Nessy-Family                                                       | Bilk, Auf’m Hennekamp | 51° 12′ 31″ N, 6° 47′ 31″ O                                                                                         | um 1996                             | Inge Loerke | Das Bilker Seeungeheuer „Nessy“ ist die Entlüftungsanlage für den sogenannten Hauptsammler Süd, dem unterirdischen Speicherbecken für Ab- und Regenwasser zwischen der Düsseldorfer Kanalisation und dem Klärwerk Süd. Die bis zu acht Meter hohe Seeungeheuerfamilie vor dem Düsseldorfer Volksgarten wurde von der Architektin Inge Loerke Mitte der 1990er Jahre gestaltet. |                                                       |
| Fußgängerskulptur (1)                                              | Bilk, Merowingerplatz | 51° 11′ 51″ N, 6° 46′ 41″ O (Mittelpunkt)                                                                           | 2000                                | Till Hausmann | Recycletes Aluminium, pulverbeschichtet. Die Website des Künstlers erklärt zu beiden gleichnamigen Projekten: „FUßGÄNGERSKULPTUR resultiert aus einer Auseinandersetzung mit der Situation des Fußgängers im Kreisverkehr. Ziel und Motiv ist es, den vom Strassenverkehr geprägten Ort Merowingerplatz sowie den benachbarten neu geschaffenen Kreisverkehr an der Himmelgeister Straße zum ‚Platz‘ umzugestalten und damit als von Menschen erlebten Ort zu definieren.“ (Bildunterschrift Foto 3 von 8:) „Mit der Verwendung von recyceltem Aluminium als Material nimmt Fußgängerskulptur eine Ausnahmestellung unter meinen Arbeiten ein.“ Die Finanzierung erfolgte per Crowdfunding. Um den Merowingerplatz herum sind mehrere Ketten gespannt, an die 158 kleinere Schuhe (65 orangerote im Innenkreis und 93 hellblaue im Außenkreis) aufgehängt sind. Vielen von ihnen wurden zudem „Socken“ übergezogen, die aber Mitte 2024 größtenteils wieder fehlen. |                                                       |
| Fußgängerskulptur: Großer Fuß                                      | Bilk, Kreisel Ulenberg-/Moorenstraße / Himmelgeister Straße                                                                      | 51° 11′ 54″ N, 6° 46′ 57″ O                                                                                         | 2000                                | Till Hausmann | Recycletes Aluminium, pulverbeschichtet. Im Gegensatz zum gleichnamigen Objekt am Merowingerplatz (eine Kreuzung weiter westlich) steht hier nur ein einziger, großer Schuh (rot). |                                                       |
| Objeto Mimético                                                    | Bilk, Campus der Heinrich-Heine-Universität                                                                                      | 51° 11′ 18″ N, 6° 47′ 44″ O                                                                                         | 2006                                | Cristián Salineros | |                                                       |
| Batlas II                                                          | Bilk, Campus der Heinrich-Heine-Universität, Rektorat                                                                            | 51° 11′ 37″ N, 6° 47′ 30″ O                                                                                         | 2007                                | Thomas Schönauer | Edelstahl |                                                       |
| Heine-Denkmal                                                      | Bilk, Campus der Heinrich-Heine-Universität                                                                                      | 51° 11′ 26″ N, 6° 47′ 38″ O                                                                                         | 2012                                | Bert Gerresheim | Die 3 Meter hohe und 1,80 Meter breite Statue aus Bronze steht an der Magistrale der Heinrich-Heine-Universität vor dem Eingang zum Roy-Lichtenstein-Saal. Auf den aufgeschlagenen Seiten eines Buchs mit Heine-Zitat erscheint das Gesicht des jungen und des alten Dichters. |                                                       |
| ? (Wandbild)                                                       | Bilk, Brunnenstraße 12 | 51° 12′ 26″ N, 6° 46′ 41″ O                                                                                         | 2012                                | Fin DAC | Das Wandbild des irischen Künstlers Fin DAC befindet sich am Hauseingang des Hauses Brunnenstraße 12 direkt neben der Galerie Pretty Portal. Das Haar der abgebildeten Frau erstreckt sich bis auf die Decke. Der farbliche Kontrast auf der Augenpartie ist ein typisches Merkmal der Werke von Fin DAC. |                                                       |
| Reh mit Kitz                                                       | Oberbilk, Volksgarten | | 1910/1955                           | Johann Robert Korn | Bronze auf Muschelkalkplatte. Die im südwestlichen Teil des Volksgartens aufgestellte Skulptur „Reh mit Kitz“ von Johann Robert Korn ist ein Guss aus dem Jahre 1955; das Original stammt von 1910. |                                                       |
| Anselm-Feuerbach-Skulptur                                          | Oberbilk, Volksgarten | | 1921/1959                           | Reinhold Felderhoff | Die Marmorskulptur Anselm Feuerbachs wurde 1921 ausgeführt und war ursprünglich für die 1915 errichtete „Neue Kunstakademie“ in Stockum (heute Aquazoo im Nordpark) eingeplant, gelangte jedoch in die Kunsthalle, überstand dort den Zweiten Weltkrieg im Depot, geriet in Vergessenheit, wurde wiederentdeckt und steht seit 1959 auf der Wiese am Westeingang des Volksgartens. |                                                       |
| St. Raphael                                                        | Oberbilk, St. Raphael Haus, Oberbilker Allee 157                                                                                 | | 1953                                | Kurt Zimmermann | Das St.-Raphael-Haus ist nach dem Erzengel Raphael benannt und so auch die Skulptur aus Bronze, welche 1953 zur Einweihung des Neubaus auf dem Gelände aufgestellt wurde. 1871 als Waisenhaus in der Düsseldorfer Altstadt gegründet, befindet sich das St.-Raphael-Haus heute in Oberbilk. |                                                       |
| Kleine Stele                                                       | Oberbilk, Volksgarten, südwestlich des Teichs                                                                                    | 51° 12′ 25″ N, 6° 47′ 43″ O                                                                                         | 1983                                | Ulrich Rückriem | |                                                       |
| Quelle 2 „Siphon“                                                  | Oberbilk, Südpark | 51° 11′ 57″ N, 6° 48′ 29″ O                                                                                         | 1986–1987                           | Wasa Marjanov | „Der Brunnen ‚Quelle 2 'Siphon'‘ ist Teil der gemeinsamen Anlage ‚Wasserachse-Heckenachse‘, die Wasa Marjanov zusammen mit Christian Megert entworfen hat. Am nördlichen Ende befindet sich ‚Quelle 1‘ von Megert, der Brunnen von Wasa Marjanov markiert das südliche Ende. Beide Brunnen werden von Grundwasser gespeist, das sich von den Brunnen in steinern gefasste Rinnen ergießt. Diese leiten das Wasser zu der in der Mitte gelegenen so genannten ‚Wasserharfe‘, wo sich beide Zuflüsse verbinden und in ein Biotop fließen. Die vier Meter hohe Brunnenskulptur von Marjanov erinnert an konstruktivistische Plastiken. Sie zitiert Elemente aus dem Fundus der Industriearchitektur bzw. des Maschinenbaus. […]“ (Michael Voets: Marjanov-Brunnen). |                                                       |
| Große Sitzende                                                     | Oberbilk, Südpark | 51° 12′ 7″ N, 6° 48′ 27″ O                                                                                          | 1987                                | Hannelore Köhler | 1986 zur Bundesgartenschau 1987 im Südpark aus Carrara-Marmor gefertigt |                                                       |
| Der Ring – Der Fresser – Die Insel                                 | Oberbilk, Bertha-von-Suttner-Platz                                                                                               | 51° 13′ 8″ N, 6° 47′ 45″ O (Ring); 51° 13′ 7″ N, 6° 47′ 45″ O (Fresser); 51° 13′ 8″ N, 6° 47′ 45″ O (Insel)         | 1987                                | Horst Antes | Drei Edelstahlfigurengruppen |                                                       |
| Buchhändler                                                        | Oberbilk, ggü. Heinz-Schmöle-Straße 10                                                                                           | 51° 13′ 5″ N, 6° 47′ 48″ O                                                                                          | 1987                                | Michael Schwarze | Der „Buchhändler“, im Jahr 1987 von dem Bildhauer Michael Schwarze erschaffen, ist eine Hommage an die Zentralbibliothek, die von 1986 bis 2021 auf dem Bertha-von-Suttner-Platz untergebracht war. Dominierend an der surrealen Skulptur sind neben dem Oberkörper, der nur aus einer riesigen, leicht gespreizten Hand besteht, die vier Bücher: Eines auf dem Sockel dient der Figur als Sitzfläche, ein anderes liegt auf ihrem Schoß und zwei weitere sind in der Handfläche eingespannt. Die Bronzeplastik ist 1,90 Meter hoch und wurde nahtlos in einem Stück gegossen. |                                                       |
| Floating Energies                                                  | Oberbilk, Willi-Becker-Allee | 51° 13′ 3″ N, 6° 47′ 41″ O                                                                                          | 1990                                | Jörg Wiele | |                                                       |
| Puschkin-Büste                                                     | Oberbilk, Werdener Straße Ecke Kölner Straße (Oberbilker Markt)                                                                  | 51° 13′ 0″ N, 6° 48′ 13″ O                                                                                          | 1996                                | Juri L. Tschernow | Düsseldorf hatte Moskau 1994 zum Zeichen ihrer 1992 geschlossenen Städtepartnerschaft eine Heine-Büste geschenkt, für die sich Moskau 1996 mit dieser Puschkin-Büste aus Bronze von Juri L. Tschernow revanchierte. Die reine Büste ist 160 cm hoch und 95 cm breit und wiegt 200 kg. Eine Tafelinschrift wenige Meter vor dem Denkmal verweist auf die Städtepartnerschaft (Stand 14. Juli 2024): „Alexander Puschkin \| 1799 - 1837 \| Der große russische Dichter \|\| Ein Geschenk der Stadt Moskau, Hauptstadt Rußlands, anläßlich der Unterzeichnung des Partnerschaftsvertrages mit der Stadt Düsseldorf, Hauptstadt des Landes Nordrhein-Westfalen, 1. Juni 1992.“ Der Standort erschließt sich aus dem Bürogebäude hinter ihm (heute „Central Park Offices“), das 1994 von einem russischen Architekten entworfen wurde. Es trug ursprünglich den Namen „Haus der Wirtschaft und Industrie“ (HWI) und war als Teil eines nicht realisierten „Internationalen Handelszentrums“ (IHZ) geplant. Die Inschrift unter der Büste lautet (in kyrillischer Schrift) „• Velikij russkij poėt [‘Der große Dichter’] [Schreibschrift] • \| A.PUŠKIN \| 1799–1837“. |                                                       |
| nur oben                                                           | Oberbilk, Ludwig-Erhard-Allee | 51° 13′ 11″ N, 6° 47′ 50″ O                                                                                         | 2006                                | Bogomir Ecker | Konisch geformter Stahl |                                                       |
| Mural                                                              | Oberbilk, Kölner Straße 241 | | 2024                                | Jana & Js | Wandgemälde des Künstler-Duos Jana & Js aus Österreich und Frankreich an der Fassade von Woolworth: ein weiter Himmel mit weißen Wölkchen, in dessen Mitte ein offenes Fenster mit Blick auf ein Wohnhaus. Im Fenster sitzend ein junges Paar in entspannter und zugeneigter Haltung. |                                                       |
| Abschied (eines Seemanns)                                          | Oberkassel, Columbusstraße Ecke Düsseldorfer Straße                                                                              | 51° 13′ 52″ N, 6° 44′ 19″ O                                                                                         | 1904                                | Gregor von Bochmann d. J. | Das Werk des Bildhauers Gregor von Bochmann des Jüngeren wurde zum ersten Mal 1902 in einer Terracotta-Ausführung auf der großen Kunst- und Gewerbeausstellung in Düsseldorf gezeigt. Die Bronze-Version, 1904 in Wien mit der Großen Goldenen Staatsmedaille ausgezeichnet, steht seit 1932 an der Ecke von Columbusstraße und Düsseldorfer Straße. |                                                       |
| Wissenschaft                                                       | Oberkassel, Feldmühleplatz | 51° 14′ 0″ N, 6° 45′ 33″ O                                                                                          | 1921                                | Karl Janssen | Die Schmuckplastiken „Wissenschaft“ und „Mut“ (vernichtet) standen dereinst im Rheinpark vor dem alten Kunstpalast. |                                                       |
| DJH-Keramik-Relief                                                 | Oberkassel, Düsseldorfer Straße 1                                                                                                | 51° 13′ 35″ N, 6° 45′ 30″ O                                                                                         | vor 1937                            | Peter Bertlings (1885–1982) | Am 6. Juni 1937 wurde die Jugendherberge in Düsseldorf, damals Joseph Goebbels Jugendherberge, von Gustav August Munzer erbaut und von Baldur von Schirach eingeweiht. Nach Abriss und Neubau befinden sich bis heute zwei Keramikwerke von Peter Bertlings, ab 1922 Professor und von 1943 bis 1948 Leiter der Meisterschule für das gestaltende Handwerk in Krefeld, auf dem Gelände der Jugendherberge. |                                                       |
| Comenius-Relief                                                    | Oberkassel, Comeniusstraße 1 | 51° 14′ 5″ N, 6° 45′ 7″ O                                                                                           | 1954                                | Hans Breker | Relief mit acht Schülern, welche Erklärungen von Comenius lauschen, an der Fassade des Erweiterungsbaus des ehemaligen Comenius-Gymnasiums. Der Bildhauer Hans Breker signierte dieses Relief mit seinem Pseudonym Hans van Breek. Architekt war Otto Firle. Die Inschrift auf der Fassade zur Quirinstraße „Omnes omnia omnino“ drückt Comenius’ Forderung nach Chancengerechtigkeit, umfassender Allgemeinbildung und ganzheitlicher Erziehung aus („Allen alles ganzheitlich lehren“). |                                                       |
| Ohne Titel (1964)                                                  | Oberkassel, Cimbernstraße | | 1964                                | Marianne Jovy-Nakatenus | Die ca. vier Meter hohe Betonplastik von Marianne Jovy-Nakatenus (1906–1978) steht vor der Friedrich-von-Bodelschwingh-Grundschule. „Abstufungen und Durchbrüche lassen die hohe Betonskulptur als mehrstufigen plastischen Körper erscheinen, durch dessen Öffnungen der Raum eindringt. Der blockhafte Gesamteindruck wird durch die abgerundeten Binnenformen abgemildert. Die abstrakte Skulptur mit der kleinen Kugel im oberen Teil weckt spielerische Assoziationen sowohl an ein Tier mit einem Ball im Maul wie auch an eine Mutter mit Kind.“ Inmitten des Schulhofs steht eine weitere von Jovy-Nakatenus gefertigte rundliche Skulptur „Ohne Titel (1964)“ aus Bronze: Zwei Kreisformen sind über Kreuz verbunden und bilden so eine Sphäre. |                                                       |
| Durchdringung III 78                                               | Oberkassel, Rheinwiesen | 51° 13′ 52″ N, 6° 45′ 46″ O                                                                                         | 1978                                | Peter Schwickerath | Edelstahl |                                                       |
| Apokalypse                                                         | Oberkassel, Kaiser-Wilhelm-Ring 22                                                                                               | 51° 13′ 52″ N, 6° 45′ 46″ O                                                                                         | 1982                                | Josef Müller | Maßstabgetreuer Nachbau des Klaviers von Hannelore Köhler. Klavierkörper aus Basalt, Tasten portugiesischer Marmor, Klavierpedale Messing. |                                                       |
| Stahlbrammen                                                       | Oberkassel, Kaiser-Wilhelm-Ring 24                                                                                               | 51° 13′ 45″ N, 6° 45′ 43″ O                                                                                         | 1982/1983                           | Ansgar Nierhoff | Stahl |                                                       |
| Papier Plié                                                        | Oberkassel, Feldmühleplatz | 51° 13′ 59″ N, 6° 45′ 34″ O                                                                                         | 1989                                | Pierre Tual (* 1941) | „Papier Plié“ (Gefaltetes Papier), so heißt die Skulptur aus Edelstahl (weiß matt) mit einem Gewicht von 2,4 t vor dem Haupteingang der ehemaligen Feldmühle AG, die dem Papierhersteller anlässlich des 100-jährigen Firmenjubiläums geschenkt wurde. „Fünf unterschiedlich geformte Lagen mattweißer dünner Edelstahlblätter schichten sich im Raum auf und bieten beim Umschreiten des Objektes immer neue Ansichten. Gedanken an kunstvolle Papiergebilde drängen sich auf. Aber auch andere Assoziationsräume öffnen sich: Eismeer, Gletscher... \| Die bewegten Blätter entfalten in ihrer Irregularität einen spannungsvollen Kontrast zu dem konzentrisch angelegten treppenartigen Podest, auf dem die Skulptur ruht.“ |                                                       |
| Durchblick                                                         | Oberkassel, Barbarossaplatz | 51° 13′ 53″ N, 6° 45′ 9″ O                                                                                          | 1990                                | Christian Megert | Stele „Durchblick“ aus rotem Granit |                                                       |
| Wächter                                                            | Oberkassel, Kaiser-Friedrich-Ring 28                                                                                             | | nach 1992                           | Anatol Herzfeld | Die ersten Eisenwächter präsentierte Anatol auf der Documenta 1992 in Kassel. Er schuf unterschiedlich aufrecht stehende Eisenmänner in vielen Größen und Variationen, die statt der Waffe eine Blume, eine Windmühle oder ein Blatt als Friedenssymbol hielten. Der vorliegende Wächterengel, aus dünnen Eisenblechen zusammengeschweißt, steht als guter Hausgeist und als Begrüßer im Vorgarten. |                                                       |
| Stadtzeichen                                                       | Oberkassel, Rosa-Willinger-Platz                                                                                                 | 51° 13′ 54″ N, 6° 45′ 42″ O                                                                                         | 1994                                | K-L Schmaltz | Die Edelstahlplastik, Stadtzeichen von Oberkassel, steht auf der Grünfläche am Luegplatz, die im Juni 2024 in Rosa-Willinger-Platz umbenannt worden ist. |                                                       |
| La Femme aux pommes                                                | Oberkassel, Quirinstraße 15 | 51° 13′ 59″ N, 6° 44′ 55″ O                                                                                         | 2008/1937                           | Jean Terzieff | Im Gartenhof der Wohnanlage „Sophienhof“, mit formaler Orientierung an die 1920er Jahre, steht der Abguss der „Femme aux pommes“ des Bildhauers Jean Terzieff (1894–1978). Das Original steht vor dem Palais du Luxembourg im Jardin du Luxembourg in Paris. |                                                       |
| Figuren vor Block                                                  | Heerdt, Prinzenpark, Hansaallee/Prinzenallee                                                                                     | 51° 14′ 15″ N, 6° 44′ 0″ O                                                                                          | 1997                                | Michael Irmer | Auf dem großen, halbrunden Platz mit Springbrunnen im Mittelpunkt der Anlage des Prinzenparks gruppieren sich kreisförmig Bürobauten. Auf dem Weg von der Hansaallee zu dem Brunnen steht die Skulpturengruppe (1992) von Michael Irmer: vier schmale Bronzefiguren, die aus einem rechteckigen Block herausgetreten zu sein scheinen. Der Architekt Walter Brune hatte die Bronzen angekauft und dort aufstellen lassen. |                                                       |
| Garuda                                                             | Heerdt, Nikolaus-Knopp-Platz | 51° 13′ 57″ N, 6° 43′ 14″ O                                                                                         | 2002                                | Jörg Wiele | |                                                       |
| Get out when the hype comes around                                 | Heerdt, Wiesenstraße 72 | 51° 13′ 34″ N, 6° 42′ 25″ O                                                                                         | 2013                                | L.E.T. | Das Motiv, auf Papier gesprüht und dann als Cutout plakatiert, entstand zum 40 Grad Urban Art Festival 2013. Der Künstler L.E.T. (Abkürzung für „Les Enfants Terribles“), französischer Abstammung, lebt in Düsseldorf, gehört zu den ersten deutschen Urban-Art-Künstlern und prägt das Bild seiner jetzigen Heimatstadt. Seine Arbeiten zitieren die charmante, provokante und witzige englische Street-Art. |                                                       |
| Schwimmer                                                          | Lörick, Niederkasseler Deich 285                                                                                                 | 51° 15′ 1″ N, 6° 43′ 59″ O                                                                                          | 1961                                | Max Kratz | Skulptur aus Bronze auf einem Sockel, die in Trapezform vorwärts dränge stilisierte Schwimmer vereint. Auf dem Gelände der Eventlocation Sonnendeck. |                                                       |
| Schutzsegel                                                        | Lörick, Haus Lörick, Grevenbroicher Weg 70                                                                                       | 51° 14′ 49″ N, 6° 43′ 39″ O                                                                                         | 1970                                | Will Brüll | |                                                       |
| Fahnenwald                                                         | Lörick, Fritz-Vomfelde-Straße 14–16                                                                                              | 51° 14′ 23″ N, 6° 44′ 7″ O                                                                                          | 1993                                | Reinhard Omir | Elektrisch betriebenes kinetisches Objekt aus Edelstahl, 9,50 m hoch über der aus konzentrischen Kreisen gebildeten Wasserfläche |                                                       |
| Wandmalerei                                                        | Lörick, Haus Hansaallee 240 | 51° 14′ 19″ N, 6° 44′ 0″ O                                                                                          | 2021                                | Signatur der Künstler: HNRX, KARTEL, Kj263 | Hinter dem Kürzel HNRX verbirgt sich der Österreicher Maximilian Prantl (* 1993). Er beschäftigt sich in seiner Malerei mit alltäglichen Dingen wie Lebensmitteln, um zu zeigen, was wesentlich für unsere Existenz ist. KARTEL kommt aus Hannover und gehört schon seit Jahren zur Street-Art-Szene. Sein Erkennungszeichen sind in kräftigem Blau konturierte und schraffierte Motive. Pferd und Reiter sowie der kleine Landschaftsausschnitt oben links tragen seine Handschrift. Das Pseudonym Kj263 (Kj steht für Kilojoule, 263 bezieht sich auf den Nährwert weißer Schokolade) steht für den gebürtigen Russen Konstantin Zayka. In Neuss aufgewachsen und 2016 Kunstförderpreisträger der Stadt, ist er schon seit vielen Jahren in der Düsseldorfer Graffiti-Szene unterwegs und im Verein „40 Grad Urban Art“ aktiv. Seine Motive geben sich witzig-spielerisch-ironisch. Sein Markenzeichen sind die schlumpfartigen Figuren mit den langen Nasen. |                                                       |
| Wandmalerei                                                        | Lörick, Haus Hansaallee 268 | 51° 14′ 23″ N, 6° 43′ 49″ O                                                                                         | 2022/2025                           | HNRX / Oldhouse | Der Eigentümer des Hauses Hansaallee 268 stellt die Seitenfassaden seines mehrstöckigen Wohnhaus in regelmäßigen Abständen Künstlern zur Verfügung. Im Juni 2025 wurden diese vom Streetartkünstler Oldhouse, mit bürgerlichem Namen Alessandro Althaus (* 1985 in Uedesheim), gestaltet. Weiterhin bestehen an der Straßenseite und Rückseite die wilden Motive, mit Vorliebe Südfrüchte in verschiedenen Variationen, des Graffiti- und Streetart-Künstlers HNRX, bürgerlich Maximilian Prantl (* 1993 in Innsbruck). Vormals hatte HNRX alle Fassaden des Gebäudes und selbst das Mäuerchen vor dem Haus in ein farbenprächtiges Gesamtkunstwerk verwandelt. Nun sind an den Seitenfassaden die Motive „Virus der Macht“ und „Keine Macht für Niemand“ von Oldhouse zu sehen. |                                                       |
| First Appearance, Second Thoughts                                  | Lörick, Richard-Oskar-Mattern-Straße 3                                                                                           | 51° 14′ 43″ N, 6° 44′ 11″ O                                                                                         | 2003                                | Tony Cragg | |                                                       |
| Blitzeschleuderer                                                  | Stockum, Heinz-Ingenstau-Straße                                                                                                  | 51° 15′ 33″ N, 6° 43′ 57″ O                                                                                         | 1918                                | Hubert Netzer | Bronze |                                                       |
| Sitzende                                                           | Stockum, Nordpark | | 1937                                | Johannes Knubel | Kalksteinplastik zur Reichsausstellung Schaffendes Volk |                                                       |
| Gruppe „Die Ständischen“                                           | Stockum, Nordpark an der Wasserachse                                                                                             | 51° 15′ 28″ N, 6° 45′ 8″ O (Mittelpunkt)                                                                            | 1937/1941/2006                      | Willi Hoselmann, Robert Ittermann, Kurt Zimmermann, Alexander Zschokke, Alfred Zschorsch                                                                | Zur Reichsausstellung Schaffendes Volk waren entlang der Wasserachse zwölf Skulpturen, genannt „Die Ständischen“, aufgestellt, die die Berufe und Stände des „schaffenden Volkes“ repräsentieren sollten. Sie wurden von den Düsseldorfer Bildhauern Hans Breker, Ernst Gottschalk, Willi Hoselmann, Robert Ittermann, Erich Kuhn, Josef Daniel Sommer, Kurt Zimmermann, Alexander Zschokke und Alfred Zschorsch geschaffen. Die Figuren wurden vor dem Besuch Adolf Hitlers, der am 2. Oktober 1937 stattfand, wegen mangelhafter künstlerischer Ausführung entfernt. Vier der Skulpturen wurden 1941 wieder am Wasserbecken aufgestellt. 2006 kamen „Der Fischer“ und „Die Schäferin“ an ihren alten Platz im Nordpark zurück. Die übrigen sechs Skulpturen gelten als verschollen. |                                                       |
| Rossebändiger                                                      | Stockum, Nordpark, Kaiserswerther Straße                                                                                         | 51° 15′ 26″ N, 6° 45′ 17″ O                                                                                         | 1937–1940                           | Edwin Scharff | Geschaffen für das Eingangsportal der Reichsausstellung Schaffendes Volk. |                                                       |
| Ohne Titel                                                         | Stockum, Nordpark, im Kakteen- und Sommerblumengarten                                                                            | 51° 15′ 19″ N, 6° 44′ 42″ O                                                                                         | 1961                                | André Bloc | Messingblech |                                                       |
| Kinetische Plastik                                                 | Stockum, Nordpark, im Blumenrondell                                                                                              | 51° 15′ 25″ N, 6° 44′ 46″ O                                                                                         | 1966                                | George Rickey | Kinetische Skulptur mit ca. 7 Meter Höhe. Rickey hatte die Plastik mit fünf beweglichen Stahlstäben konzipiert, von denen einer seit längerem fehlt. |                                                       |
| Ohne Titel                                                         | Stockum, Nordpark | 51° 15′ 22″ N, 6° 44′ 52″ O                                                                                         | 1977                                | Erich Reusch | |                                                       |
| Kubus – gezogen und gedrückt                                       | Stockum, Nordpark | 51° 15′ 26″ N, 6° 44′ 39″ O                                                                                         | 1982                                | Hagen Hilderhof | Corten-Stahl |                                                       |
| Mitriss                                                            | Stockum, Nordpark, westlich des Aquazoos                                                                                         | 51° 15′ 23″ N, 6° 44′ 52″ O                                                                                         | 1986                                | Gregor Merten | Stahl, 3 Meter hoch. Entstanden 1986 anlässlich einer Gemeinschaftsausstellung der Gruppe „Zyklon“, der Rainer Dehmel, Luis Guerrero, Jürgen Hauck, Gregor Merten, Wilfrid Polke und Walter Verwoert angehörten. Merten hatte die Skulptur auf einer Wiese im Ehrenhof gefertigt, wo die Ausstellung stattfand. Die Ausstellung wurde ein weiteres Mal im Nordpark aufgebaut, wo lediglich Mitriss und der Lochstein von Luis Guerrero verblieben. |                                                       |
| Lochstein                                                          | Stockum, Nordpark, westlich des Aquazoos                                                                                         | 51° 15′ 23″ N, 6° 44′ 52″ O                                                                                         | 1986                                | Luis Guerrero | Bearbeiteter Findling |                                                       |
| Schneckenplastik                                                   | Stockum, Nordpark | 51° 15′ 23″ N, 6° 45′ 2″ O                                                                                          | 1987                                | Hans Breker | |                                                       |
| Knickung                                                           | Stockum, Nordpark, westlich des Aquazoos                                                                                         | 51° 15′ 22″ N, 6° 44′ 49″ O                                                                                         | 1987                                | Peter Schwickerath | Stahl |                                                       |
| Durchgang                                                          | Stockum, Nordpark | 51° 15′ 29″ N, 6° 44′ 39″ O                                                                                         | 1987                                | Christian Kronenberg | Das Objekt (Maggia-Gneis, Eisen) wurde anlässlich der Ausstellung „Skulptur D-88“ geschaffen und stand ursprünglich vor der Kunstakademie. 1989 wurde „Durchgang“ in den Nordpark versetzt. |                                                       |
| Baumstele                                                          | Stockum, Nordpark | 51° 15′ 25″ N, 6° 44′ 39″ O                                                                                         | 1988                                | Horst Rainer Kerger | Eichenholz. Die „Baumstele“ ist eine der Skulpturen, die 1988 anlässlich der von Peter Schwickerath im Bereich Ehrenhof organisierten Ausstellung „Kunstachse – Skulptur D-88“ zum 700-jährigen Stadtjubiläum entstanden und dann von der Stadt angekauft und im Nordpark aufgestellt wurden. Das Objekt steht im westlichen Teil des Nordparks, nördlich des Japanischen Gartens und nur wenige Meter südlich der Skulptur „Kubus – gezogen und gedrückt“. |                                                       |
| Radschlägerskulptur                                                | Stockum, Nordparksiedlung 6 | 51° 15′ 33″ N, 6° 45′ 9″ O                                                                                          | 2001 (Grundmodell) / ? (Ausführung) | Friedrich Becker (Grundmodell) / unbekannt (Ausführung)                                                                                                 | Eine weitere Ausführung des von Prof. Friedrich Becker 2001 für das Skulpturenprojekt „Radschläger-Kunst“ entworfenen Radschlägermodells. |                                                       |
| Säulenheilige 4: „Der Urlauber“                                    | Stockum, Ecke Kaiserswerther Straße / Amsterdamer Str.                                                                           | 51° 15′ 36″ N, 6° 45′ 15″ O                                                                                         | 2003                                | Christoph Pöggeler | Acrylfarbe auf Polyester. Dies ist eine von zwei Säulenheiligen auf Düsseldorfer Stadtgebiet, die abseits der Innenstadt aufgestellt sind. |                                                       |
| Rose-Ausländer-Büste                                               | Stockum, Abzweigung der Nelly-Sachs-Straße                                                                                       | 51° 15′ 30″ N, 6° 45′ 13″ O (ca.)                                                                                   | 2018/2022                           | Volodymyr Tsisaryk | Die Büste der Dichterin Rose Ausländer, die von 1972 bis zu ihrem Tode 1988 in Düsseldorf lebte, ist der Abguss einer Büste, die 2018 in ihrer ukrainischen Heimatstadt Czernowitz aufgestellt wurde. Sie wurde am 5. September 2022 am östlichen Rande des Düsseldorfer Nordparks enthüllt, 60 m von ihrem letzten Wohnsitz im Nelly-Sachs-Haus entfernt. Die Büste ist eine Schenkung der Rose Ausländer-Gesellschaft e. V. an die Stadt. Der Sockel enthält die Inschrift (in Versalien) „Rose \| Ausländer \| Dichterin \| * 11·5·1901 \| Czernowitz \| + 3·1·1988 \| Düsseldorf“ (Stand 29. März 2023). |                                                       |
| Perseus mit dem Haupt der Medusa                                   | Lohausen, Lantz’scher Park | 51° 16′ 19″ N, 6° 43′ 59″ O                                                                                         | 1900/?                              | Ludwig Vordermayer | Seit wann die Nachbildung des „Perseus mit dem Haupt der Medusa“, gefertigt vom Bildhauer Ludwig Vordermayer im Jahre 1900, im Lantz’schen Park steht, ist nicht bekannt. |                                                       |
| Fliegender Adler                                                   | Lohausen, Kreuzung Im Grund / Nagelsweg                                                                                          | 51° 16′ 31″ N, 6° 44′ 11″ O                                                                                         | 1925                                | Josef Pallenberg | Kriegerdenkmal mit Bronze von Josef Pallenberg (1882–1946), errichtet 1925. Inschrift: „Unseren Toten / der beiden Weltkriege / 1914–1918 / 1939–1945 / Die Bürger von Lohausen“. |                                                       |
| Helios                                                             | Lohausen, Flughafen, Terminal B, Ebene 3 (2. OG), vor „Raum der Stille“                                                          | | 1969, 2006 erneuert                 | Heinz Mack | Kinetische Lichtskulptur von Heinz Mack (* 1931). Die Metallstreifen drehen sich um die eigene Achse und erzeugen Lichtreflexionen, die sich aufwärts und abwärts bewegen. Aufschrift auf einer Scheibe unten rechts: „Helios / Licht-Skulptur / von / Heinz Mack / Realisation: 1969 / Wiederherstellung: 2006 / Sponsoren: Hochtief GmbH / Stadt Düsseldorf“. |                                                       |
| Attic                                                              | Lohausen, Lantz’scher Park | 51° 16′ 22″ N, 6° 44′ 6″ O                                                                                          | 1974/1975                           | Kenneth Capps | „Attic“, wie Dachboden oder Attika, ein Objekt aus verschränkten Eisenbahnschwellen in einem Rahmen aus Stahlträgern von Kenneth Capps (* 1939 in Kansas City) im Skulpturenpark der Lantz’schen Villa |                                                       |
| Ohne Titel                                                         | Lohausen, Lantz’scher Park | 51° 16′ 20″ N, 6° 43′ 59″ O                                                                                         | 1975                                | Erwin Heerich | Die 400 cm hohe quadratische Arbeit aus Aluminium wirkt bei frontaler Betrachtung flächig. Bestimmend ist die Aussparung in T-Form (Antonius-Kreuz), die zum Durchblick auf die dahinter liegende Natur einlädt. Nähert man sich seitlich, erschließt die Aussparung den räumlichen Charakter der Skulptur. Deren Komposition geht auf eine Kartonplastik von 1966 zurück. |                                                       |
| Ohne Titel                                                         | Lohausen, Lantz’scher Park | 51° 16′ 20″ N, 6° 44′ 5″ O                                                                                          | 1975                                | Michael Gitlin | Die kaum bearbeitete Stahlwand aus Cortenstahl gehört zur früheren konstruktivistischen Phase in Gitlins Schaffen und steht dank Alfred Schmela im Lantz’schen Park. |                                                       |
| Dumme Kiste                                                        | Lohausen, Lantz’scher Park | 51° 16′ 20″ N, 6° 44′ 7″ O                                                                                          | 2002                                | Meuser | Die „Dumme Kiste“, 2019 frisch renoviert, steht vor dem Herrenhaus Lantz. Meuser lebte bis 2008 in der Villa und setzte sich die „Dumme Kiste“ aus Stahl und Ölfarbe vor die Haustüre. |                                                       |
| wynfrith me caesit – herman me recreavit                           | Lohausen, Lantz’scher Park | 51° 16′ 17″ N, 6° 44′ 8″ O                                                                                          | 2002/2021                           | Herman de Vries | Ein frisch gepflanzter Eichenbaum, der von einem aus Lanzen bestehenden schmiedeeisernen Gatter umgeben ist. Daran der Schriftzug „wynfrith me caesit – herman me recreavit“, anknüpfend an die Legende des englischen Missionars Wynfrith alias Bonifatius. Stand vormals auf der Wiese an der Reuterkaserne. |                                                       |
| Dreiteilige Vertikale                                              | Lohausen, Lantz’scher Park | 51° 16′ 19″ N, 6° 44′ 6″ O                                                                                          | 2014/2019                           | Peter Schwickerath | Dreiteilige Vertikale aus Stahl von Peter Schwickerath, ein Werk von 2014, wurde 2019 im Lantz’schen Park aufgestellt. |                                                       |
| Heiliger Suitbert                                                  | Kaiserswerth, Suitbertus-Stiftsplatz 10                                                                                          | | 1864                                | Julius Bayerle | Die Skulptur des heiligen Suitbert steht in einer Nische an der Fassade über der Eingangstür von Suitbertus-Stiftsplatz Nr. 10. |                                                       |
| Der Sämann                                                         | Kaiserswerth, Klemens-Viertel (zwischen Am Kreuzberg 3 und 6)                                                                    | 51° 18′ 4″ N, 6° 44′ 25″ O                                                                                          | 1912                                | Fritz Klimsch | Die Bronze-Skulptur „Der Sämann“ (auch „Nackter Bauer“ genannt) ist eine Stiftung des Architekten Walter Brune. Ihren Standort in Kaiserswerth hat sie seit 1986, davor stand sie ab 1955 im Elisenpark in Aachen. |                                                       |
| Brunnen mit Bronzejungen                                           | Kaiserswerth, Klemensplatz | 51° 18′ 4″ N, 6° 44′ 22″ O                                                                                          | 1956                                | Bernhard Lohf | Hergestellt wurde die Bronzeskulptur des Jungen mit Kugel auf einem Sockel aus Muschelkalk von dem Kaiserswerther Bildhauer Bernhard Lohf (1887–1970). Die von Lohf dort vormals stehende Skulptur des „Trommlerjungen“ von 1937, eine Spielschar mit Marschtrommel, wurde im Zweiten Weltkrieg demontiert und eingeschmolzen. |                                                       |
| Sidu                                                               | Kaiserswerth, Kaiserpfalz | 51° 17′ 59″ N, 6° 43′ 54″ O                                                                                         | 1979                                | Rudolf Heekers | Bronze |                                                       |
| Epitaph für Friedrich Spee                                         | Kaiserswerth, Suitbertus-Stiftsplatz                                                                                             | 51° 18′ 2″ N, 6° 44′ 0″ O                                                                                           | 1991                                | Bert Gerresheim | Bronzerelief an St. Suitbertus. Für Friedrich Spee – Jesuit – Kämpfer gegen die Hexenverfolgung. |                                                       |
| Homo Viator                                                        | Kaiserswerth, Suitbertus-Stiftsplatz                                                                                             | | 2003                                | Bert Gerresheim | Vor dem Eingang zum Pfarrhaus am Suitbertus-Stiftsplatz 3 ist eine Bronzestatuette von Bert Gerresheim auf einer Stele postiert. Sie zeigt den Apostel und Pilgerheiligen Jakobus den Älteren in typischer Pilgertracht, welcher sich soeben im Aufbruch befindet. |                                                       |
| Doppelloop                                                         | Kaiserswerth, Kreisverkehr Niederrheinstraße                                                                                     | 51° 17′ 46″ N, 6° 44′ 9″ O                                                                                          | 2007                                | Friederich Werthmann | |                                                       |
| Die drei Kreativen                                                 | Kaiserswerth, Geschwister-Aufricht-Straße                                                                                        | 51° 18′ 0″ N, 6° 44′ 45″ O                                                                                          | 2010                                | Jacques Tilly | |                                                       |
| Im Kontext                                                         | Kaiserswerth, Kaiserpfalz | 51° 17′ 57″ N, 6° 43′ 54″ O                                                                                         | 2014                                | Peter Schwickerath | Stahl |                                                       |
| Kulminierende Sphäre                                               | Wittlaer, Franz-Vaahsen-Schule, Grenzweg 12                                                                                      | 51° 19′ 36″ N, 6° 44′ 15″ O                                                                                         | 1970                                | Friederich Werthmann | Edelstahl |                                                       |
| Gefallenenehrenmal                                                 | Kalkum, Oberdorfstraße (südl. der Kalkumer Schloßallee)                                                                          | 51° 18′ 19″ N, 6° 45′ 31″ O                                                                                         | 1930                                | Kurt Schwippert | Zwei Findlingsblöcke aus dem Neandertal tragen ein ruhendes Schwert aus Metall. 1929 erhielt der Bildhauer Kurt Schwippert den Auftrag für das Ehrenmal, welches ab 1917 in Planung und durch den 1926 gegründeten Kriegerdenkmal-Bauverein Kalkum Zeppenheim verwirklicht werden konnte. Paul Hermann von Hatzfeldt, damaliger Eigentümer von Schloss Kalkum, stellte das Grundstück zur Verfügung. Die Grundsteinlegung war am 16. März, Einweihung am 9. Juni 1930, Eintrag in die Denkmalliste der Stadt Düsseldorf (05111000 A 1381) im Februar 1996. Heute ist das Denkmal allen Opfern von Kriegen gewidmet. |                                                       |
| Sich wiegendes Kind                                                | Unterrath, Unterrather Straße | | 1958/1984                           | Gretel Gemmert | 1955 von der Bildhauerin Gretel Gemmert gefertigt, wurde die Bronzeplastik „Sich wiegendes Kind“ 1956 von der Stadt Düsseldorf erworben und gehörte 1958 zum Kontext einer Brunnenanlage an der Wangeroogenstraße in Unterrath. Auf Initiative des Unterrather Bürgervereins wurde sie 1984 auf einem Sockel aus Muschelkalk an der jetzigen Stelle, einem Grünstreifen an der Unterrather Straße gegenüber dem Haus Nr. 163, aufgestellt. |                                                       |
| Pylon                                                              | Unterrath, Terminalring | 51° 16′ 39″ N, 6° 46′ 10″ O                                                                                         | 1962/1994                           | Max Kratz | Vor dem Düsseldorfer Flughafen in einer kleinen Grünanlage zwischen dem Parkhaus und der Hochstraße zum Abfluggebäude steht das 36 m hohe und rund 30 Tonnen schwere Edelstahlobjekt (V2A-Stahl) des Düsseldorfer Künstlers Max Kratz. Die beiden auseinanderstrebenden Spitzen der Skulptur stilisieren die Beine des Düsseldorfer Radschlägers. Ausführend war die Firma Krupp. Das Messezeichen Pylon, Wahrzeichen der ehemaligen Messe Düsseldorf an der Fischerstraße, ist seit 1994 am Flughafen aufgestellt. |                                                       |
| Ringgespräch                                                       | Unterrath, Borbecker Straße 25                                                                                                   | 51° 16′ 19″ N, 6° 47′ 31″ O                                                                                         | 1980                                | Anatol Herzfeld | Das Objekt „Ringgespräch“ („Der Tisch“) steht auf dem Gelände der ehemaligen Kartause-Hain-Schule an der Borbecker Straße 25, wo zwischenzeitlich eine Asylantenunterkunft eingerichtet wurde, und war eine Gemeinschaftsarbeit des Künstlers mit Schülerinnen und Schülern der Schule. Das Ensemble besteht aus einem runden Tisch und sieben, gleichmäßig um den Tisch gruppierten Sesseln mit sehr hohen Rückenlehnen, alles aus Beton gegossen und anschließend mit Ziegelsteinen verklinkert. In der Mitte des Tisches befindet sich ein kleiner Findling, aus dem der Bildhauer Anatol das Halbrelief eines Kindergesichtes herausgearbeitet hat. Laut den jährlichen Luftbildern der Düsseldorf Maps sind seit 2021 sämtliche Gebäude des Areals dem Erdboden gleichgemacht, und das Objekt steht unverändert am Rande einer weitläufigen Baustelle. |                                                       |
| Kartäuser Mönch                                                    | Unterrath, im Kartäuser-Park | 51° 16′ 31″ N, 6° 46′ 39″ O                                                                                         | 1994                                | Karl-Heinz Klein | Skulptur aus Bronze an der Erinnerungsstätte des Kartäuser Klosters in Düsseldorf-Unterrath |                                                       |
| Figurengruppe                                                      | Mörsenbroich, Wrangelstraße 40                                                                                                   | | um 1970                             | Germán Becerra | Fünf Meter lange, farbenfrohe Figurengruppe aus Keramik an der Klinkerwand der Gemeinschaftsgrundschule (ehemals Janusz-Korczak-Schule) |                                                       |
| Kalkumsche Rose                                                    | Mörsenbroich, Wilhelm-Raabe-Straße 46                                                                                            | 51° 15′ 11″ N, 6° 49′ 1″ O                                                                                          | 1973                                | Hugo Kükelhaus | Vor dem Dienstgebäude wurde die kinetische Plastik „Lichtrose“, auch „Kalkumsche Rose“ genannt, 1973 in einem Kiesbett aufgestellt. Den Namen „Lichtrose“ bekam sie, da sie von unten angestrahlt wurde. Heute sind die Oberflächen aus Aluminium korrodiert und die Gelenke eingerostet. |                                                       |
| Pyramide der vier Winde                                            | Mörsenbroich, Schwietzkestraße 8                                                                                                 | | 1994                                | K-L Schmaltz | Edelstahl, 5,4 Meter hoch, kinetisch |                                                       |
| Heimatbrunnen                                                      | Gerresheim, Gerricusplatz | 51° 14′ 12″ N, 6° 51′ 46″ O                                                                                         | 1973                                | Karl-Heinz Klein | Die Brunnenanlage, auch „Gerricusbrunnen“ genannt, besteht aus einem flachen, runden Brunnenbecken und einer sich mittig daraus erhebenden, fünf Meter hohen Bronzesäule mit Reliefs, die die Ereignisse aus der 1100-jährigen Geschichte Gerresheims schildern, und Köpfen bedeutender Gerresheimer Persönlichkeiten. |                                                       |
| Feuer und Wasser                                                   | Gerresheim, Gräulinger Straße 27                                                                                                 | 51° 14′ 19″ N, 6° 51′ 43″ O                                                                                         | 1976                                | Germán Becerra | Das Keramikrelief an einer weißen Klinkermauer seitlich am Gelände der Feuerwache illustriert das Löschen (blau = Wasser) eines brennenden Hauses (rot = Flammen). |                                                       |
| Befreiung                                                          | Gerresheim, Helena-Curtens-und-Agnes-Olmans-Platz                                                                                | 51° 14′ 6″ N, 6° 51′ 25″ O                                                                                          | 1998                                | Gabriele Tefke | In Gerresheim fand 1738 der letzte Hexenprozess am Niederrhein statt. Die 14-jährige Helena Curtens und ihre 46-jährige Nachbarin Agnes Olmanns wurden der Hexerei beschuldigt und am 19. August 1738 verbrannt. Der von der Bildhauerin Gabriele Tefke aus grünem Anröchter Stein gestaltete Hexenstein „Befreiung“ auf dem kleinen Platz trägt folgende Inschrift: „DIE WÜRDE / DES MENSCHEN IST UNANTASTBAR / HELENE M.CURTENS UND AGNES OLMANNS / IN GERRESHEIM AM 19.8.1738 VERBRANNT / NACH DEM LETZTEN HEXENPROZESS AM NIEDERRHEIN / UND FÜR ALLE GEQUÄLTEN UND AUSGESTOSSENEN“ |                                                       |
| Albert-Schöndorff-Denkmal                                          | Lierenfeld, Albert-Schöndorff-Platz                                                                                              | 51° 12′ 38″ N, 6° 50′ 3″ O                                                                                          | 2005                                | Franz Küsters | Büste des Unternehmers und NS-Opfer Albert Schöndorff aus Bronze vom Bildhauer Franz Küsters; die Gestaltung der Bronzeschrifttafel und die Ausführung des Natursteinsockels sind vom Bildhauer Gunnar Krabbe. Das Denkmal steht vor der Seitenfassade der Zentrale der Wohnungsgenossenschaft Düsseldorf-Ost (WOGEDO, Gleiwitzer Straße 8) an der Posener Straße. |                                                       |
| Ohne Titel (Tor)                                                   | Wersten, Südpark | 51° 11′ 41″ N, 6° 48′ 18″ O                                                                                         | 1986                                | Erwin Heerich | Basaltlava |                                                       |
| Der Wald                                                           | Wersten, Südpark am Deichsee | 51° 11′ 44″ N, 6° 48′ 24″ O                                                                                         | 1987                                | Katsuhito Nishikawa | Steinstele |                                                       |
| Dorfplatz Himmelgeist                                              | Himmelgeist, Ecke Maikammer/Steinkaul                                                                                            | 51° 10′ 11″ N, 6° 48′ 23″ O                                                                                         | 2004                                | Peter Neunzig | Der Himmelgeister Dorfplatz wurde 2004 in Zusammenarbeit engagierter Bürger, dem Künstler, den Sponsoren und der Stadtverwaltung umgebaut und anlässlich der 1100-Jahr-Feier Himmelgeists eingeweiht. Die zwölf rostigen Stahlstelen, die Naturgesetzen entsprechend in einer Natursteinfläche angeordnet sind, nehmen Bezug auf den Goldenen Winkel und die Fibonacci-Folge, welche auf den italienischen Mathematiker der Renaissance Leonardo da Pisa (Fibonacci) zurückgeht und in der jede Zahl die Summe ihrer beiden unmittelbaren Vorgängerinnen ist. Stifterin ist die Henkel KGaA. |                                                       |
| Taube                                                              | Reisholz, Aschaffenburger Straße                                                                                                 | 51° 10′ 35″ N, 6° 51′ 37″ O                                                                                         | 1955                                | Zoltan Székessy | Die vom Himmel herabstürzende Taube aus Kupferblechen des Architekten Heinz Thoma an der Fassade der St.-Elisabeth-Kirche symbolisiert den Heiligen Geist, der hier im Moment der Taufe in das kleine Baptisterium hineinfährt. Auf dem Dach dieses Rundbaues befindet sich ein Ring, in den die Taube wie in eine Zielscheibe hineinfährt. Dieser ist heute silberfarben. |                                                       |
| Ikarus II                                                          | Benrath, vor dem S-Bahnhof | 51° 9′ 44″ N, 6° 52′ 39″ O                                                                                          | 1994                                | Julius Wimmer | |                                                       |
| Double Cross                                                       | Benrath, Telleringstraße 49 | 51° 10′ 2″ N, 6° 52′ 52″ O                                                                                          | 2009                                | Benoît Tremsal | |                                                       |
| Jüngling                                                           | Urdenbach, Theodor-Litt-Straße                                                                                                   | | ?/1971                              | Johannes Knubel | Die Bronzeskulptur wurde im August 1971 auf Wunsch des Direktors des Gymnasiums an der Koblenzer Straße im Schulhof aufgestellt. Der „Jüngling“ von Johannes Knubel war eine Stiftung der Karstadt AG. Mit einer Höhe von 2,38 Metern hat der Jüngling seither einige Veränderungen aushalten müssen. |                                                       |
| Turmspringer                                                       | Urdenbach, Baumberger Weg | 51° 8′ 42″ N, 6° 51′ 50″ O                                                                                          | 1990                                | Julius Wimmer | |                                                       |
| Ahornsamen                                                         | Urdenbach, Urdenbacher Allee, Ecke Haus-Endt-Str.                                                                                | 51° 9′ 6″ N, 6° 52′ 7″ O                                                                                            | 1997                                | Julius Wimmer | |                                                       |
| Sonnenrad                                                          | Garath,vor dem Kulturhaus Süd | | 1976 (Aufstellung)                  | Friedrich Becker | Die kinetische Stahlplastik Sonnenrad, Stadtteil-Wahrzeichen von Garath, steht seit 1976 vor dem Kulturhaus Süd und wird in 2025 saniert. |                                                       |
| Blüte von Garath                                                   | Garath, Kurt-Schumacher-Straße                                                                                                   | 51° 8′ 35″ N, 6° 53′ 47″ O                                                                                          | 1986 (Aufstellung)                  | Julius Wimmer | Blüte mit fünf Blättern und einem Stempel, aus dem aus acht Düsen das Wasser über die Blütenblätter hinab in das Brunnenbecken läuft. Edelstahl, Höhe 3 Meter. |                                                       |

## Inzwischen entfernte Kunstwerke
Die folgenden Kunstwerke standen zu einem früheren Zeitpunkt in Düsseldorf im öffentlichen Raum, wurden inzwischen aber abgebaut, gestohlen oder zerstört.
| Bezeichnung                                            | Ort                                                        | Koordinaten                                                                       | Jahr                            | Künstler                  | Bemerkungen | Abbildung |
| ------------------------------------------------------ | ---------------------------------------------------------- | --------------------------------------------------------------------------------- | ------------------------------- | ------------------------- | --- | --------- |
| Düsseldorfer Löwe                                      | Altstadt, hinter der Kämmerei                              |                                                                                   | 1956–2022                       | Hans Breker               | Die Skulptur eines Löwen, der vor sich einen Anker festhält, auf einer hohen, freistehenden Granitsäule thronend (wie auf der Bauplane abgebildet) befand sich hinter dem ehemaligen Verwaltungsgebäude Marktplatz 5 und 6 bei der Grünanlage zwischen Zoll- und Rheinstraße. Die ehemalige Kämmerei des Düsseldorfer Rathauses wird seit 2022 entkernt und aus der Großbaustelle soll bis 2025 ein Mix aus Gastro-, Event- und Büroflächen entstehen. |           |
| Herkules Farnese                                       | Carlstadt, Spee’scher Park                                 | 51° 13′ 18″ N, 6° 46′ 12″ O                                                       | vor 1835–2021                   | (Unbekannt)               | Reste des steinernen Herkules in der Parkanlage des Palais Spee, Düsseldorf-Carlstadt. Carl-Wilhelm von Spee hatte 1806 das Palais gekauft. Zahlreiche Nachbildungen des Herkules Farnese fanden im 16. bis 18. Jahrhundert in Europas Parkanlagen und Gärten Aufstellung. Zu Lebzeiten von Franz von Spee malte Johann Wilhelm Preyer im Jahre 1835 ein Stillleben mit Blick auf den Spee’schen Graben (Herkules stehend auf der Gartenmauer), weshalb dieser schon dort gestanden haben muss. Im Dezember 2021 wurde der Herkules Farnese, nachdem er gestürzt im Gras lag, vom zuständigen Kulturamt zu seinem Schutz vorübergehend eingelagert und ein Restaurator damit beauftragt, den Zustand des Objektes zu untersuchen und ein Konzept zur Erhaltung zu entwickeln. |           |
| Orpheus                                                | Carlstadt, Berger Allee                                    |                                                                                   | 1981–?                          | Rudolf Christian Baisch   | Die Skulptur erinnert an Karlrobert Kreiten, der wegen kritischer Äußerungen zum nationalsozialistischen Regime denunziert und hingerichtet wurde. Der mit dessen Eltern befreundete Bildhauer Rudolf Christian Baisch schuf eine Büste zum Gedenken an Karlrobert Kreiten. Die Skulptur aus getöntem Gips befindet sich heute im Magazin des Stadtmuseums. |           |
| Bunter Vogel                                           | Carlstadt, hinter dem Gebäude des Düsseldorfer Filmmuseums | 51° 13′ 28″ N, 6° 46′ 14″ O (2009)                                                | 1996–2012                       | Bodo Toense               | Bodo Toense (1931–2017), kreativer Metallbauer und Kranunternehmer aus Langenfeld, hatte die kinetische Plastik in den 1990er Jahren aus Resten in seiner Werkstatt komponiert. 1996 wurde der Vogel zusammen mit dem „Aalschokker“ auf der Bastion Spee aufgestellt, ein Ankauf durch die Stadt kam nicht zustande. Als 2012 eine Sanierung nötig war, wurde der Bunte Vogel abgebaut. |           |
| Salinen-Brunnen                                        | Stadtmitte, Schadowplatz                                   |                                                                                   | 1965–2011                       | Max Kratz                 | Wasserbrunnen mit dreißig Salinenästen und circa 400 Wasserschalen aus Bronze mit vergoldeten Kanten auf einer kreisrunden Brunnenschale mit einem Durchmesser von 4,85 Metern. 2011 hat ihn die Stadt Düsseldorf mit dem Bau des Kö-Bogens abmontiert, aufwendig restauriert und derzeit zwischengelagert. |           |
| Uecker-Nagel                                           | Stadtmitte, am Hohenzollernhaus                            |                                                                                   | 1991–1998                       | Günther Uecker            | Von 1991 bis 1998 durchtrennte der übergroße „Uecker-Nagel“ im Auftrag der Hedwig und Robert Samuel-Stiftung die Front des Hohenzollernhauses an der Ecke Blumenstraße zur Schadowstraße. Seit der Demontage lagert der Nagel im Garten des Vorstands der Stiftung. |           |
| I AM                                                   | Stadtmitte, im Stadtgraben und in der Landskrone           | 51° 13′ 37″ N, 6° 46′ 45″ O (Landskrone); 51° 13′ 31″ N, 6° 46′ 44″ O (Kö-Graben) | 2023–2023                       | (Unbekannt)               | Vom 9. bis 16. Sept. 2023 war Düsseldorf Austragungsort der Invictus Games. Im Rahmen dieses Ereignisses lagen vom 25. Juli bis Mitte Okt. 2023 zwei 3,20 m hohe schwimmende Skulpturen an der Kö zu Wasser: im Kö-Graben kurz vor dem Tritonenbrunnen und in der Landskrone seitlich am Kö-Bogen I. Die vollkommen gelben Skulpturen zeigen den Slogan „I AM“ (Ich bin), der auch im „INVICTUS“-Logo gelb hervorgehoben ist. Rund um den 4 × 4 m großen Sockel ist zu lesen „DÜSSELDORF 2023“ (vorne), „I AM THE CAPTAIN OF MY SOUL“ (rechts), „WWW.INVICTUSGAMES23.DE“ (hinten) und „I AM THE MASTER OF MY FATE“ (links). Die Beschriftungen links und rechts sind Verse aus dem Gedicht „Invictus“ von William Ernest Henley. Nach ihrem Aufenthalt an der Kö, so die Planung, „kommt eine Skulptur zur Sportschule der Bundeswehr in Warendorf, die andere wird mitten in Berlin vor dem Verteidigungsministerium aufgestellt“.                          |           |
| Fürstenplatz                                           | Pempelfort, Ehrenhof                                       | 51° 13′ 58″ N, 6° 46′ 22″ O                                                       | 2021                            | Herbert Willems           | Eine große Skulptur, zusammengesetzt aus verzinkten Stahlblechteilen in Form eines Baums, stand im Herbst 2011 vor der Kölner Galerie Heinz Holtmann und war vom 20. Juni bis zum 25. Juli 2021 in einer überarbeiteten Version auf der Anlage des Ehrenhofs in Höhe der Oederallee zu sehen. Der Bildhauer und Zeichner Herbert Willems, Leiter der Metallbildnerei der Kunstakademie Düsseldorf, stellte als Teil der Gruppe „Sculptureclub – Lehrkräfte der Kunstakademie“ seine Arbeit „Fürstenplatz“ zur Veranstaltung „DIE GROSSE“ aus. |           |
| Schlageter-Nationaldenkmal                             | Derendorf, Golzheimer Heide                                | 51° 15′ 29″ N, 6° 45′ 50″ O                                                       | 23. Mai 1931 (Einweihung) –1946 | Clemens Holzmeister       | Das Schlageter-Denkmal wurde 1931 am westlichen Rand der heutigen Fläche des Nordfriedhofs unweit der Stelle errichtet, an der Schlageter im Mai 1923 von den Franzosen hingerichtet worden war. Das Denkmal wurde 1946 von der Stadt Düsseldorf abgerissen; seit 1958 steht ebendort das Mahnmal „Drei Nornen“ von Jupp Rübsam. |           |
| Skulptur                                               | Derendorf, Nordfriedhof                                    | 51° 15′ 22″ N, 6° 46′ 22″ O                                                       | 1993–2024                       | Michael Irmer             | Stilisierte menschliche Figur aus Bronze auf der Grabstätte der Familie Klaus Piltz. Die Skulptur wurde im August 2024 von Unbekannten gestohlen. |           |
| Todesfigur                                             | Derendorf, Nordfriedhof                                    |                                                                                   | 2011–2024                       | Christian Lemmerz         | Der ehemalige Professor der Düsseldorfer Kunstakademie Norbert Tadeusz war im Juli 2011 gestorben. Seitdem verwaltet seine Frau, die Malerin Petra Lemmerz, den Norbert Tadeusz Estate. Auf seinem Grab stand eine tief trauernde Figur, die von einem schwarzen Tuch oder Überwurf verdeckt war. Die Todesfigur aus geschwärzter Bronze hatte der deutsch-dänische Künstler Christian Lemmerz gefertigt. Im August 2024 wurde die Figur von Unbekannten gestohlen. |           |
| Engelskulptur                                          | Derendorf, Nordfriedhof                                    | 51° 15′ 21″ N, 6° 46′ 25″ O                                                       | ????–2024                       |                           | Auf der Grabstätte der Düsseldorfer Chocolatier-Familie Heinemann wurde der Grabengel, der sich auf einer marmornen Sitzbank niedergelassen hatte, um die Verstorbenen zu betrauern, im August 2024 von Unbekannten gestohlen. |           |
| Rosenmädchen                                           | Derendorf, Nordfriedhof                                    |                                                                                   | ????–2024                       | Heinrich Waderé           | Der Entwurf des „Rosenmädchens“ wurde um 1907 von Heinrich Waderé (1865–1950) an die Galvanoplastische Kunstanstalt der WMF verkauft. Sie war eine Katalogfigur der WMF und gliedert sich damit in die vielen Friedhofsengel ein. Die Galvanoplastik des Rosenmädchens wurde im August 2024 von Unbekannten von der Grabstätte Fabry-Koeper-Koch gestohlen. |           |
| Trauernde                                              | Derendorf, Nordfriedhof                                    | 51° 15′ 19″ N, 6° 46′ 26″ O                                                       | ????–2024                       | Josef Hinterseher         | Die auf dem Grab trauernde junge weibliche Figur war seitlich beschriftet mit Hinterseher Statuaire Paris (Hinterseher Bildhauer Paris) und wurde im Heft 8 „Die Kunst für alle“, vom 15. Januar 1910 beschrieben. 2023 war die Grabstätte noch für die Grabpatenschaft freigegeben, im August 2024 wurde die Skulptur von Unbekannten gestohlen. |           |
| Trauernde sitzend                                      | Derendorf, Nordfriedhof                                    |                                                                                   | ????–2024                       | Josef Hinterseher         | Die sitzende trauernde Frauenskulptur wurde im August 2024 von der Grabstätte der Familie Wilhelm Lang sen. von Unbekannten gestohlen. |           |
| Frauenskulptur                                         | Derendorf, Nordfriedhof                                    |                                                                                   | ????–2024                       |                           | Die sich bückende Frauenskulptur wurde im August 2024 von der Grabstätte der Familie Albert von Kraft von Unbekannten gestohlen. Schon vor 2022 war der weiblichen Bronzeskulptur den Händen durch Metallraub etwas entwendet worden, so wie auch das Wappen derer von Kraft. |           |
| Tankmal                                                | Derendorf, Platz der Ideen                                 | 51° 15′ 8″ N, 6° 46′ 28″ O                                                        | 1997/2008–2024                  | Max Grüter                | Die Skulpturengruppe mit dem Namen „Tankmal“ wurde vom Schweizer Künstler Max Grüter geschaffen und stellte das Wahrzeichen der Düsseldorfer Werbeagentur Grey dar. 1997 wurden die gesichtslosen Stahlfiguren vor dem Eingang der Agentur an der Corneliusstraße aufgestellt. Die Tankmännchen erinnern an eine alte Esso-Tankstelle, die sich bis in die 1950er Jahre vis-à-vis vom ehemaligen Firmensitz der Agentur an der Corneliusstraße befand, und stehen für Ideenzapfsäulen, wo Kunden mit Ideen betankt werden. Seit dem Sommer 2008 waren alle Düsseldorfer Agenturen der Grey Group im Düsseldorfer Stadtteil Derendorf auf dem Gelände der wilhelminischen Ulanenkaserne aus dem ausgehenden 19. Jahrhundert angesiedelt. Beim Umzug der Grey Group Germany zog die Skulpturengruppe an ihren Standort auf den Platz der Ideen in Derendorf mit um. Im April 2024 wurde das Tankmal abgebaut und ging wieder in den Besitz des Künstlers über. |           |
| Hutablage                                              | Golzheim, Kaiserswerther Straße                            |                                                                                   | 1968–≤2006                      | Günter Ferdinand Ris      | Der Zierbrunnen aus Chromstahl, „Zauberhut“ oder „Hutablage“ genannt, wurde 1968 von der Wohnungsbauförderungsanstalt NRW vor dem Neubau eines Bürogebäudes aufgestellt. Laut Aussage des Kulturamts der Stadt Düsseldorf war die Brunnenanlage mitsamt dem Objekt im Jahre 2006 dort nicht mehr vorhanden. |           |
| Diabolo                                                | Golzheim, Rheinufer                                        |                                                                                   | 1978–?                          | Friedrich Werthmann       | Die Stahlplastik „Diabolo“ befand sich im Rheinpark über einem Gehweg, der durch die Wiesen zum Rheinufer führt, und war eine Leihgabe des Künstlers an die Stadt, welche unter Geldmangel litt. Heute befindet sich Diabolo vor dem Karl-Olga-Krankenhaus in Stuttgart. |           |
| Ehrenmal 2. Westfälisches Husaren-Regiment Nr. 11      | Unterbilk, Jürgensplatz                                    |                                                                                   | 1933–?                          | Hermann Nolte             | Zurzeit wegen der Baustelle am Polizeipräsidium nicht auffindbar ist das Ehrenmal, welches 1933 ganz in der Nähe des ehemaligen Kasernenstandorts des „2. Westfälischen Husarenregiments Nr. 11“ aufgestellt wurde. Es besteht aus einem Bronzerelief, das an einem massiven Muschelkalkpfeiler angebracht ist, und zeigt eine ausreitende Schwadron vor dem Hauptportal der ehemaligen Kaserne in der Neusser Straße. Der Architekt der Anlage war Hermann vom Endt. |           |
| Idealmodell PK/90                                      | Unterbilk, vor dem K21                                     | 51° 13′ 1″ N, 6° 46′ 26″ O                                                        | 1987–?                          | Olaf Metzel               | Vor dem Eingang des Ständehauses mit dem K21 befand sich neben der Brunnenplastik „Vater Rhein und seine Töchter“ die Skulptur von Olaf Metzel. „Idealmodell PK/90“ war eine überdimensionierte Nachbildung einer Pistole vom Typ Walther PK/90, der ehemaligen Polizei-Dienstwaffe, welche von mehreren Löchern durchbohrt war. |           |
| Zwei Sockel                                            | Flingern Nord, Cranachplatz                                |                                                                                   | 1992                            | Margarete Zelosko-Krocker | Ehemaliger Standort der Skulptur „Konfrontation“ aus Bronze, welche 1992 im Rahmen der Wohnumfeldverbesserung und der „Kunstmeile Flingern“ auf dem Cranachplatz aufgestellt wurde. Die Kosten für das Fundament und den Sockel betrugen 14.000 DM. Die Künstlerin hatte das Werk zunächst als Leihgabe für fünf Jahre zur Verfügung gestellt. Nach einem heftigen Streit mit der Bezirksvertretung (der Grund ist unbekannt) ließ sie die „Konfrontation“ nach wenigen Wochen entfernen. |           |
| Drei pythagoräische Kegel (auch: Hommage à Pythagoras) | Oberkassel, Salierstraße 10                                | 51° 13′ 46″ N, 6° 45′ 40″ O                                                       | 1971–2016/17                    | Horst H. Baumann          | Der Licht- und Laserkünstler Horst Baumann hatte 1971 die drei Kegel aus Beton gegossen und als bunte Akzente an der Ecke Salierstraße/Brend’amourstraße aufgestellt. Die drei Spitzkegel standen in einem Größenverhältnis von pythagoreischen Tripeln zueinander. Auch die Farbmischung stand im Verhältnis drei zu vier zu fünf: dreimal Blau, viermal Gelb und fünfmal Grün. Laut jährlichen Luftbildern der Düsseldorf Maps sind die Kegel zum letzten Mal 2016 zu sehen; über einen neuen Standort ist nichts bekannt. |           |
| Kunst am Bau                                           | Heerdt                                                     | 51° 13′ 51″ N, 6° 42′ 0″ O                                                        | 1993–?                          | Reinhard Omir             | Fassadengestaltung des Hochregallagers der Firma Teekanne |           |